# Der schwarze Mann
Der schwarze Mann, seltener auch Schwarzer Mann, ist ein traditionelles Sport- und Freizeitspiel für Kinder, das u. a. im Sportunterricht an Grundschulen oder in Jugendlagern gespielt wird und sowohl als Geländespiel als auch für den Hallensport geeignet ist. Das als Fang- oder Laufspiel kategorisierte Bewegungsspiel ist anlässlich seiner einleitenden Fragestellung auch unter dem Titel Wer fürchtet sich vor dem schwarzen Mann? bzw. seit dem 20. Jahrhundert umgangssprachlich in der Form Wer hat Angst vorm schwarzen Mann? bekannt.
Der schwarze Mann ist an die mythische Figur gleichen Namens angelehnt, die im europäischen Volksglauben als unheilvolle Schreckgestalt, aber auch als Personifizierung des Todes, z. B. in der Verkörperung als Schwarzer Tod, in Erscheinung tritt. Mediävisten und Kulturhistoriker führen das Spielprinzip und die jahrhundertealte Spieltradition auf die Pest und die mit ihr in Zusammenhang stehenden Totentänze des Mittelalters zurück.
Das ursprünglich aus Mitteleuropa stammende Spiel verbreitete sich in den angrenzenden Regionen und später weltweit im Rahmen der Auswanderungsströme des 19. Jahrhunderts. Insbesondere durch die Niederlassung von Teilen der deutschen Turnbewegung in den USA wurde Der schwarze Mann ein Bestandteil der „Physical Education“ an staatlichen Einrichtungen. Variationen des Spiels haben sich dort bis heute erhalten.

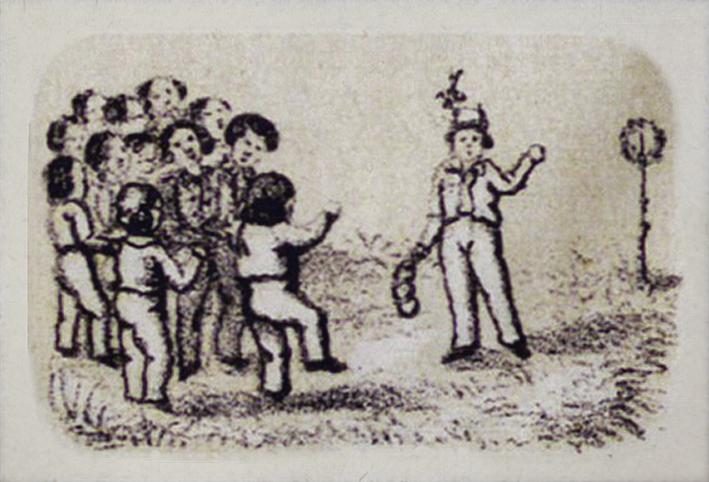
Spielillustration in einem Schweizer Kinderbuch von 1860.

## Spielinformation

### Einordnung
Der schwarze Mann wird zur Gattung traditionell gewachsener Spiele gezählt, deren Regeln (im Unterschied zu konzeptionell entworfenen Spielen) von Generation zu Generation üblicherweise mündlich weitergegeben werden. Ihre spätere Aufnahme in Spielebücher, d. h. ihre Verschriftlichung, ähnelt laut Andreas von Arnauld der Kodifikation von Gewohnheitsrecht, das ebenso wenig auf Schriftlichkeit angewiesen ist, um sich „fortzuerben“. Der schwarze Mann ist demnach den tradierten Regelspielen zuzurechnen, die angesichts ihrer zeitüberdauernden Kontinuitätsmuster im Fokus ludischer Reliktforschung stehen.

„Von den Formen und Arten des Kinderspiels, die fast unerschöpflich und in jeder Entwicklungsperiode im Kindesalter verschieden sind, fallen hauptsächlich die Regelspiele in das Gebiet volkskundlicher Interessen, d. h. solche Spiele, die nach überlieferten Regeln verlaufen und die deshalb an Tradition gebunden sind, z. B. Goldene Brücke, Schwarzer Mann, Reigenspiele u. a.“

Strittig ist, in welchem sozialen Umfeld Der schwarze Mann sich entwickelt hatte. Die Einordnung des Spiels als „gesunkenes Kulturgut“ (d. h. Tradition und Brauchkunst, die höfisch-aristokratischen Ursprungs sind und nachfolgend in allen Schichten der Gesellschaft Anklang fanden) wurde in der Vergangenheit von dem Historiker Erwin Mehl thematisiert. Joachim Landkammer (Zeppelin Universität Friedrichshafen) verweist hingegen im Kontext der Pest-Epidemien auf eine mögliche Herkunft des Spiels im unteren Bereich des ständischen Systems – als eine spezifische Unterschichtenreaktion derer, die (im Gegensatz zum teils abgeschieden lebenden Adel) in den Städten zurückblieben und dem tödlichen Infektionsgeschehen ausgesetzt waren.

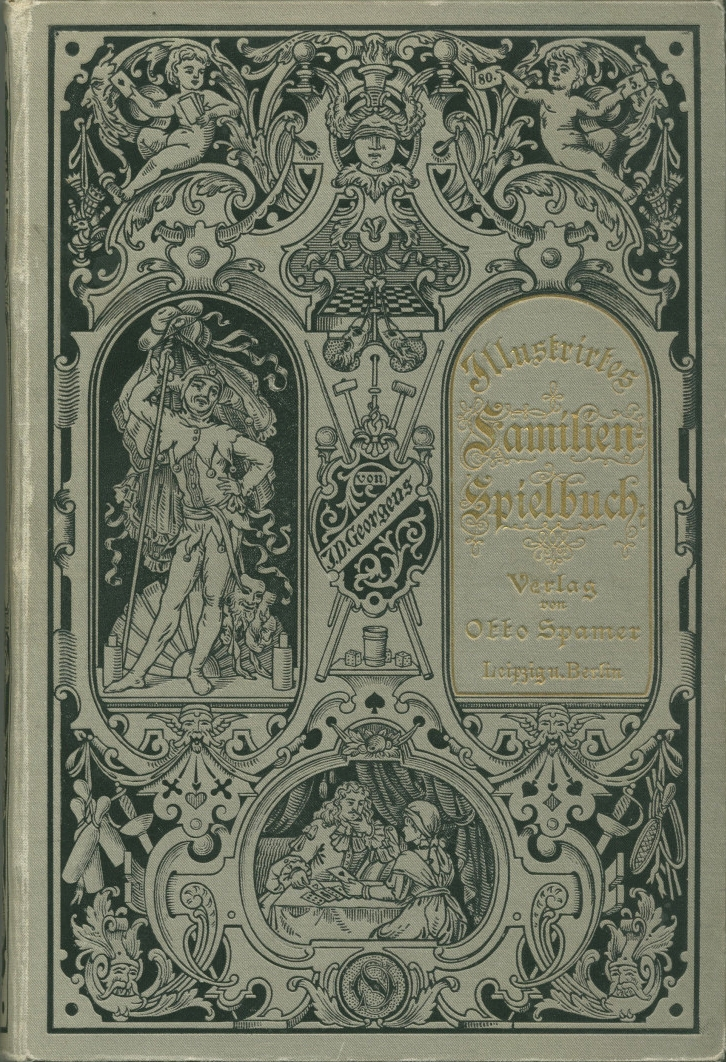
Das Spielbuch von Jeanne Marie von Gayette-Georgens enthält eine niederländische Fassung des Spiels (1882).

In gleicher Weise rubrizierte der Historiker Siegfried Melchert den Schwarzen Mann als volksnahes Spiel, das lange vor dessen Verschriftlichung praktiziert wurde. Es sei davon auszugehen, dass insbesondere „im Volke vielfältige Formen der Körperkultur gepflegt wurden“, die den Pädagogen und Ziehvätern der Turnbewegung, wie Johann Christoph Friedrich Gutsmuths, Gerhard Vieth und Friedrich Ludwig Jahn, „wesentliche Anregungen“ für ihre Konzepte der Leibeserziehung gaben.

### Verschriftlichung
Im 18. Jahrhundert, mit Beginn des „bürgerlichen Zeitalters“, hielten Spiele wie Der schwarze Mann Einzug in den Lebensalltag des Bildungsbürgertums. Im Rahmen dessen kam es vermehrt zu einer Literarisierung volkstümlicher Spielweisen.

„Neu ist vor allem die Art der Überlieferung von Gesellschaftsspielen in schriftlicher Form, ihre Aneignung durch […] die bürgerliche, insbesondere bildungsbürgerliche Schicht. Neu ist auch der Rahmen, in dem Gesellschaftsspiele überwiegend stattfinden. Nicht mehr der höfische und adelige Salon und nicht die dörfliche Festwiese […], sondern Familien […] bilden den Rahmen für Gesellschaftsspiele, die sich aus Versatzstücken bäuerlicher, stadtbürgerlicher und adeliger Spieltraditionen zusammensetzen.“

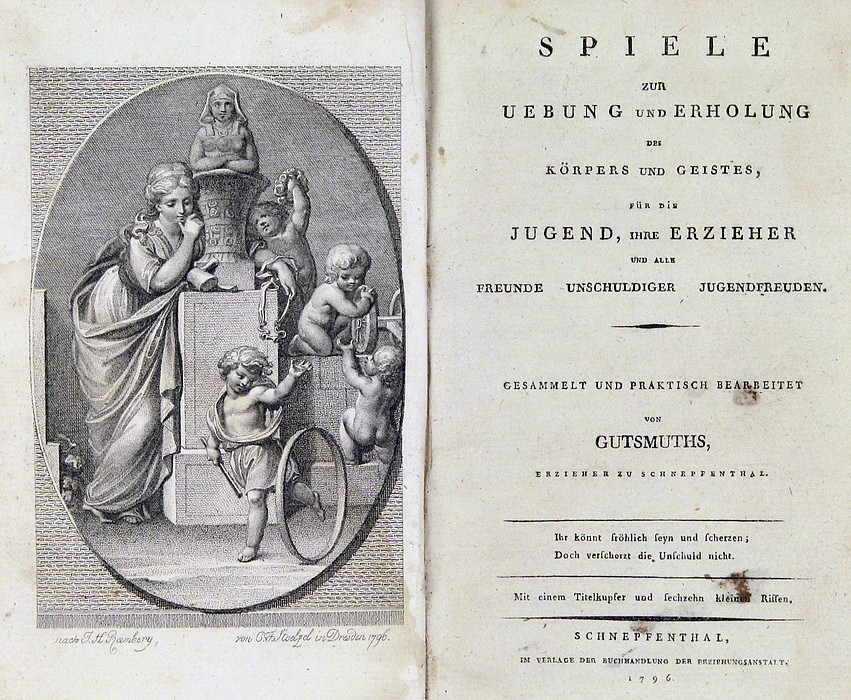
Gutsmuths’ Spiele zur Uebung und Erholung des Körpers und Geistes aus dem Jahr 1796. Das Buch enthält eine dreiseitige Anleitung zum Knabenspiel Der schwarze Mann und repräsentiert zugleich den letzten Teil der Tetralogie Gymnastik für die Jugend.

Der schwarze Mann wurde bereits unter Johann Christoph Friedrich Gutsmuths in der Erziehungsanstalt zu Schnepfenthal begeistert aufgenommen. Eine frühere Ausübung des Spiels im Dessauer Philanthropin (1774–1793), der „Ursprungsstätte des neueren Turnwesens“, ist nicht gesichert, obgleich der Pädagoge Johann Heinrich Christoph Beutler im Februar 1786 mitteilte, dass unter der Leitung Christian Gotthilf Salzmanns etliche der in Dessau praktizierten Leibesübungen und Spiele an das Schnepfenthaler Erziehungsinstitut überführt und in der Folge von J. C. F. Gutsmuths gesammelt und erweitert wurden.
Unter Friedrich Ludwig Jahn entfaltete Der schwarze Mann sich zu einem der beliebtesten Spiele der Berliner Hasenheide, auf dem ersten Turnplatz Preußens. Es ist überdies eines der wenigen Kinder- und Jugendspiele aus der Anfangszeit der Turnbewegung im späten 18. Jahrhundert, die bis in die Gegenwart praktiziert werden. Der schöpferische Umgang mit dem von Gutsmuths und Jahn vermittelten Schriftgut begünstigte die Komplementierung des Spiels und die Entstehung von Variationen, z. B. in Verbindung mit Eislaufen, Ball- und Schwimmsport.

### Wesensmerkmale
Eine Besonderheit des koordinierten Spiels gegenüber regulären, durch Fortlaufen gekennzeichneten Fangspielen ist, dass die Spieler dem Fänger entgegentreten und diesem dabei geschickt ausweichen müssen. Dieses Spielkonzept wurde für später entwickelte Turnspiele des 19. und 20. Jahrhunderts übernommen.
Angesichts der Kombination verschiedener sportlicher Disziplinen kann das Bewegungsspiel mehreren Kategorien zugewiesen werden. Hierzu zählen die Einordnungen als Fang- bzw. Greifspiel, Laufspiel, Kampfspiel, kooperatives Spiel (das Spiel bietet den Teilnehmern der Fängerseite die Möglichkeit, sich mittels Absprache zu Gruppen zusammenzuschließen) oder als „situative Spielform“ (d. h. Strategieentwicklung, Reaktion und Bewegungsabläufe folgen einer Anpassung an die sich stetig verändernde Spielsituation). Zudem beinhaltet Der schwarze Mann Merkmale des Rollenspiels (Fänger vs. Läufer), an das die jeweilige Disziplin geknüpft ist.
Laut Ferdinand August Schmidt kam das Spiel für Kinder vom 6. bis 9. Lebensjahr in Betracht; nach Luther Halsey Gulick Jr. für Kinder ab dem 7. Lebensjahr. Aktuell wird es für Kinder ab 5 Jahren empfohlen. Gemäß Martin R. Textor ist in dieser Altersspanne das Grundverständnis für Rollen- und Regelspiele bereits vollständig ausgeprägt. Daneben wird Der schwarze Mann vereinzelt auch in Erwachsenenkreisen als rekreatives Sport- und Gesellschaftsspiel gepflegt.

## Spielanleitung
Ziel des Spiels ist es, eine Gruppe von Läufern daran zu hindern, die in der Regel rechteckig markierte Spielzone zu überqueren und ins sichere Ziel zu gelangen. Diese Aufgabe fällt einem als „schwarzen Mann“ gekennzeichneten Einzelspieler, dem Fänger, zu, der bemüht ist, möglichst viele Akteure der gegnerischen Gruppe abzufangen und mit den Gefangenen eine Mannschaft von Helfern aufzubauen, die ihn beim Ergreifen der restlichen Spieler taktisch unterstützt. Nach mehreren Spielsätzen entwickelt Der schwarze Mann sich temporär zu einem Mannschaftsspiel zweier konkurrierender Gruppen.
Die Spielregeln wurden im Verlauf der Jahrhunderte nahezu unverändert weitergegeben. Der nachfolgende Abschnitt fasst die wesentlichen Punkte zusammen (Spielanleitung nach Gutsmuths, Jahn/Eiselen, Rochholz, Kloss, Vernaleken und Euler).

### Vorbereitung

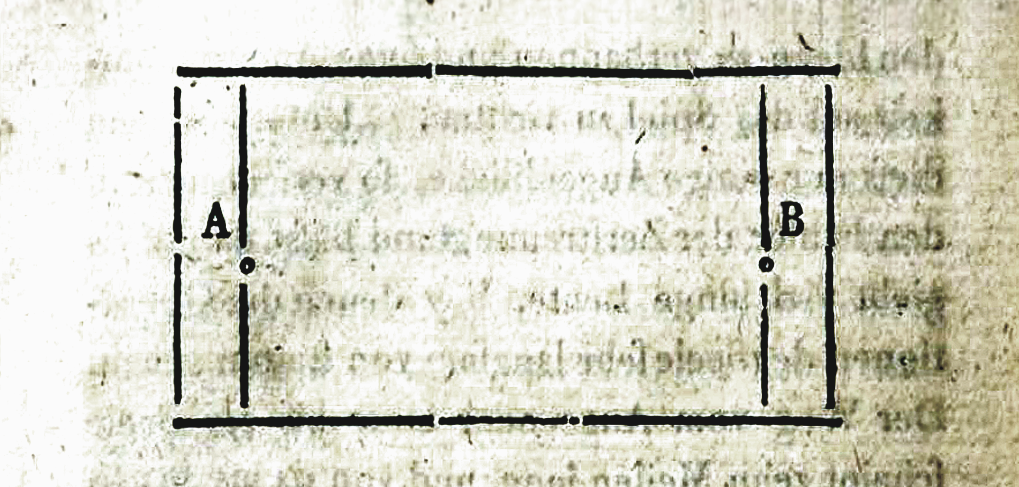
Füllfederzeichnung des Spielfeldes für das Kinderspiel Der schwarze Mann, publiziert im Jahr 1796 von J. C. F. Gutsmuths.

Der schwarze Mann ist für mehr als ein Dutzend Mitspieler gedacht. Jahn/Eiselen empfahlen nicht weniger als 20 Spieler, während Kloss Zahlen von 30 bis 40 Mitwirkenden nannte, was etwa dem Mengenbereich einer Schulklasse entspricht.
Als Spielfeld dient eine längliche, rechteckige sowie ebenerdige Fläche mit Spielrandbegrenzung. Diese kann im Freien mit Stöcken oder Steinen bzw. auf weichem Boden durch das Einritzen von Linien grenzmarkiert werden. Die Bodenmarkierung in Turnhallen sollte mithilfe von Kreide (oder Kreppband) erfolgen. Die Spielfläche ist der Anzahl der Spieler anzupassen (nach Kloss ungefähr 100 × 60 Fuß, d. h. zirka 30 × 18 Meter).
Der markierte Bereich wird nun in drei Felder unterteilt: ein großes Mittelfeld, das als Aktionsfeld fungiert, und zwei schmale Seitenfelder zur Aufstellung und Formierung der Spieler (nach Vernaleken durften die Seitenfelder eine Breite von vier Fuß nicht unterschreiten; 1,5 bis 3 Meter gelten daher als angemessen).
Der schwarze Mann wird über Los oder durch Absprache zwischen den Beteiligten ausgewählt. Rochholz, der das Spiel aus Schweizer Perspektive erörterte, führte eine dritte Möglichkeit an: Die Spieler stellen sich der Größe nach in einer Reihe auf und werden abgezählt. Derjenige, den die Zahl 9 trifft, wird schwarzer Mann. Dieser erhält ein Erkennungszeichen in Form einer Armbinde, eines Tuches oder Schulterriemens, um eine Verwechslung mit den restlichen Spielern zu vermeiden.

### Spielablauf
Die Spieler nehmen in den Seitenfeldern Aufstellung. Der schwarze Mann tritt dabei in Feld A, die zu fangende Spielerschar begibt sich in das gegenüberliegende Feld B. Das Mittelfeld bleibt zunächst leer. Je nach Mengenanzahl empfiehlt sich eine Aufstellung in Einer- oder Zweierreihen – letztere reihenversetzt, d. h. bei 27 Mitspielern vorne 13 und hinten 14 Spieler, die durch die Lücken der Vorderreihe das Spielfeld überblicken und somit schneller agieren und sich verteilen können.
Nun ruft der schwarze Mann den anderen laut und deutlich zu: „Fürchtet ihr euch nicht vor dem schwarzen Mann?“ – „Nein!“, erwidern die Mitspieler gemeinschaftlich und laufen dem schwarzen Mann entgegen, um auf das Feld A zu gelangen. Dabei müssen sie versuchen, dem schwarzen Mann geschickt auszuweichen. Dieser hingegen verlässt Feld A mit der Absicht, das gegenüberliegende Feld B zu erreichen und einen oder mehrere Spieler, die an ihm vorbeieilen, zu fangen.
Durch dreimaliges Antippen mit der flachen Hand und den Zuruf „Eins, zwei, drei!“ fängt der schwarze Mann seine Mitspieler. Diese werden zu Komplizen, erhalten ein entsprechendes Erkennungszeichen und sind dazu beauftragt, zusammen mit dem schwarzen Mann die restlichen Spieler zu erbeuten, die ihnen beim Durchqueren des Mittelfeldes entgegenkommen.
Nach Vollendung des ersten Durchlaufes haben der schwarze Mann und die Spielerschar ihren Aufstellungsplatz vertauscht. Die Spieler stehen nun auf der Seite, auf der anfangs der schwarze Mann stand, und umgekehrt. Aufstellung und Anreihung sollten flink vonstattengehen. Erst wenn alle Teilnehmer auf ihren Plätzen stehen, stellt der schwarze Mann seine Frage, die von der Spielerschar erneut mit „Nein!“ (o. Ä.) beantwortet wird.
Sodann begibt der schwarze Mann sich mit seinen Gehilfen zurück zu Feld A. Die Spieler, die sich in Feld A befinden, laufen ihrerseits retour auf das entgegengesetzt liegende Feld B. Je mehr Spieler erbeutet und zu Gehilfen des schwarzen Mannes werden, desto schwieriger wird es für die Gegner, ungeschlagen über das Mittelfeld zu gelangen, insbesondere dann, wenn der schwarze Mann und dessen Komplizen sich untereinander beraten und Strategien entwickeln, um gemeinsam die besten Läufer einzufangen.
Das Spiel wird auf die oben genannte Weise fortgesetzt, bis alle Teilnehmer erbeutet wurden. Der zuletzt verbliebene Spieler übernimmt die Rolle des schwarzen Mannes im nächsten Spiel.
Folgende Regeln sind während des Spiels von den Teilnehmern und dem Wettkampfleiter besonders zu beachten:
- Der Lauf über das Mittelfeld beginnt erst nach Abschluss der einleitenden Frage und Antwort.[24]
- Sowohl der schwarze Mann als auch die Spielerschar dürfen beim Durchqueren des Mittelfeldes nur in Zielrichtung vor- und seitwärts laufen. Der schwarze Mann und dessen Komplizen dürfen niemals umkehren, um bereits vorbeigelaufene Spieler zu fangen.[49][24] Dies gilt als Regelverstoß und kann bei Missachtung zur Disqualifikation (Feldverweis) führen.[51]
- Das Abschlagen der Spieler während des Fangens darf nur im oberen Bereich des Körpers durch behutsames Antippen der Arme, Schultern oder des Rückens geschehen, keinesfalls des Gesichts oder der Brust.[52][42][24]
- Gefangene dürfen erst im nächsten Durchlauf und nach Kennzeichnung als Gehilfen des schwarzen Mannes mitfangen. Wurden die Spieler also erst kurz zuvor erbeutet, so müssen diese sofort umkehren und gemeinsam mit dem schwarzen Mann zurück in das Ausgangsfeld laufen.[49][24]
- Die Rollen- und Aufgabenwechsel (d. h. vom Läufer zum Fänger) sollten fließend und ohne Verzug stattfinden.[53][24]
- Wer über die Abgrenzung des Spielfeldes hinausläuft, um seinem Gegner auszuweichen, wird unmittelbar zur Beute des schwarzen Mannes, ohne von diesem oder dessen Gehilfen berührt worden zu sein.[1][43]
- Ging der schwarze Mann bei seinem ersten Durchlauf leer aus, so wird dieser von der Spielerschar mit Gesten ‚getadelt‘. Gelingt es ihm auch beim dritten Mal nicht, einen der Mitspieler abzufangen, so verliert er das Aufgaberecht und es erfolgt die Wahl eines neuen Kandidaten für die Rolle des schwarzen Mannes.[42][46]
- Innerhalb der Seitenfelder (A und B) darf niemand gefangen werden.[1][43]

Ergänzungen:
Eine von Julius Methner und Ernst Gustav Eitner eingebrachte Regel betrifft die Nachfolge der Rolle des schwarzen Mannes bei Wiederholung des Spiels. Hierbei muss der letzte Spieler in drei Durchgängen den Verfolgungen des schwarzen Mannes und dessen Gehilfen entkommen. Gelingt ihm dies, ohne berührt zu werden, so hat er gewonnen und wird im nächsten Spiel schwarzer Mann. Scheitert er, wird der zuerst Geschlagene desselben Spiels schwarzer Mann.
Eine weitere Ergänzung erfuhr das Spiel 1895 möglicherweise durch Carl Philipp Euler: Die Gehilfen können – je nach Absprache unter den Teilnehmern – die gefangenen Läufer ebenso festhalten, bis diese durch den schwarzen Mann dreimal berührt wurden. Das Abschlagen ist im letzteren Fall ausschließlich dem schwarzen Mann überlassen.

### Spielvarianten
Fangkette
Theodor Vernaleken dokumentierte im Jahr 1876 die folgende Zusatzregelung: Der schwarze Mann und dessen Gehilfen dürfen eine Menschenkette bilden, um die verbliebenen Spieler zu fangen. Zulässig ist die Aufstellung von mehreren der Gebilde, bei denen die jeweils an den Enden positionierten Teilnehmer verpflichtet sind, Gefangene zu machen. Die Menge der Ketten ist abhängig von der Anzahl der zuvor gefangenen Spieler. Die Läufer haben die Möglichkeit, die geschlossenen Reihen zu durchbrechen und zwischen den Lücken hindurchzudringen.
Eislaufen
Laut Einschätzung Alfred Mauls (1865) und des Münchener Turnlehrer-Vereins (1893) ist Der schwarze Mann zudem mit Schlittschuhen auf Eislaufbahnen umsetzbar. Bei dieser Variante genügt einmaliges Antippen, um Gefangene zu machen.
Kerzenlauf
Eine an Staffellauf mit Kerze (Candle Relay) angelehnte Variante. Jeder der Spieler, einschließlich des schwarzen Mannes, hält bei der Ausübung des Spiels eine brennende Kerze. Der schwarze Mann versucht durch behutsames Berühren, die übrigen Spielteilnehmer zu erhaschen. Die Spieler werden auch dann Gefangene des schwarzen Mannes, wenn die Kerze während des Laufs über das Mittelfeld unabsichtlich erlischt.
Einradfahren
Nach dem Dialog erfolgt der Seitenwechsel auf dem Einrad. Alle Fahrer, die während des Spiels abgeschlagen wurden oder vom Einrad absteigen mussten, werden Gefangene des schwarzen Mannes und müssen diesen bei der Verfolgung der restlichen Spieler unterstützen. Der zuletzt gefangene Fahrer wird schwarzer Mann im nächsten Spiel.
Wasserfangspiele
Mögliche Modifizierungen des Spiels für den Zeitvertreib im Wasser bzw. für den schulischen Schwimmunterricht sind unter den Namen Der Wassermann, Der Seeräuber und Der Weiße Hai mit teilweise voneinander abweichenden Spielanleitungen bekannt.
- Der Seeräuber

Der Seeräuber ist eine direkte Weiterentwicklung des Schwarzen Mannes durch Johann Gedrat von 1914. Hierbei wird ein in der Mitte des Beckens befindlicher Schwimmer zum Seeräuber erwählt. Dieser ruft „Wer fürchtet sich vor dem Seeräuber?“. Die Mitschwimmer antworten mit „Niemand!“ und versuchen, von einer Seite zur anderen an dem Seeräuber vorbeizuschwimmen. Der Seeräuber darf ihnen nicht nachschwimmen, sondern muss sich auf der Mittellinie des Beckens hin- und herbewegen, um die Spieler zu fangen. Diese können sich dadurch retten, dass sie tauchend am Seeräuber vorbeischwimmen.
Jeder der Spieler wird durch einmaliges Antippen zum Gehilfen. Die Gefangennahme gilt nur dann, wenn der Schwimmer seinen Kopf über Wasser hat. Gelingt es dem Seeräuber, einen der vorbeitauchenden Schwimmer zu fassen, so zieht er diesen nach oben bzw. darf er den Schwimmer so lange festhalten, bis dieser an die Oberfläche kommt, um Luft zu holen (sofern er sich nicht befreien kann). Der zuletzt Gefangene wird Seeräuber im nächsten Spiel.
- Der Wassermann

Dieses Spiel wird ebenfalls auf abgegrenztem Terrain gespielt, beispielsweise in einem breiten Bach oder in Ufernähe. Dabei muss der Wassermann nur einen der vorbeikommenden Spieler fangen, der dann die Rolle des Wassermanns übernimmt. Nach Theodor Vernaleken (1876) müssen alle Spieler gefangen werden, die den Bach bzw. Graben durchqueren wollen. Der Wassermann wurde bereits 1858 erwähnt und in der Heilpflege- und Erziehungsanstalt Levana praktiziert. Bei den Sorben heißt das Spiel Nyksa graś. Das Spiel hänge mit dem archaischen Volksglauben um kinderraubende Wasser- und Flussgeister zusammen, der vor allem im böhmischen Raum verbreitet gewesen sei.
- Der Weiße Hai

Das Fangspiel ist im Wesentlichen vergleichbar mit dem des Seeräubers. Die Aufstellung erfolgt jedoch auf beiden Seiten des Schwimmbeckens. Die Mitspieler müssen nach dem einleitenden Dialog („Wer hat Angst vorm Weißen Hai?“ usw.) am entgegenkommenden Weißen Hai vorbeischwimmen, -tauchen oder -laufen, um auf die andere Seite zu gelangen. Der letzte wird Weißer Hai im nächsten Spiel.
Vergleichbare Abwandlungen des Schwarzen Mannes fanden sich seinerzeit auch außerhalb des deutschsprachigen Raumes, etwa in der viel rezipierten und bereits mehrfach neu aufgelegten Lektüre How to Swim (1918) der Australierin Annette Kellermann, die das Spiel als „water blackman“ beschrieben hatte.

### Erweiterte Dialoge
| nach Knaurs Spielbuch | Andere Überlieferungen |
| --- | --- |
| Schwarzer Mann: „Fürchtet ihr den schwarzen Mann?“ Spielerschar: „Neiiin!“ Schwarzer Mann: „Wenn er aber kommt?“ Spielerschar: „Dann laufen wir davon!“ | Schwarzer Mann: „Wer hat Angst vorm schwarzen Mann?“ Spielerschar: „Niemand!“ Schwarzer Mann: „(Und) wenn er aber kommt?“ Spielerschar: „Dann laufen wir (davon)!“ |

Weitere sind „Fürchtet ihr euch (nicht) vor dem schwarzen Mann?“, „Wer fürchtet sich vor dem schwarzen Mann?“ und „Habt ihr Angst vor dem schwarzen Mann?“ Alternativ finden sich auf die Frage „Was macht ihr, wenn der schwarze Mann kommt?“ auch Antworten wie „Ausfliegen und fliehen!“, „Dann reißen wir (alle) aus!“ sowie herausfordernd und wagemutig „Dann kommt er halt!“ bzw. „Er soll nur kommen!“.
Johann Christoph Friedrich GutsMuths und Friedrich Ludwig Jahn sowie anderen Akteuren der Turnbewegung des späten 18. und frühen 19. Jahrhunderts, wie Johann Adolf Ludwig Werner, war der zweite Teil des Wechselgesprächs unbekannt. In ihren Publikationen finden sich nur die erste Frage und Antwort. Eines der frühesten schriftlichen Zeugnisse des vierzeiligen Verses erschien 1842 in Theodor Fliedners Lieder-Buch für Kleinkinder-Schulen und die untern Klassen der Elementar-Schulen. Darin beginnt der Autor den spielbegleitenden Text mit „Seid ihr auch bange vor dem schwarzen Mann?“, gefolgt von der Antwort „O nein!“ sowie der zweiten Frage „Aber wenn er euch denn kriegt?“ und der Erwiderung „Dann laufen wir fort!“.
Die umgangssprachliche und aktuell am weitesten verbreitete Nebenform „Wer hat Angst vorm schwarzen Mann?“ ist seit dem ersten Viertel des 20. Jahrhunderts belegt. Die Verschiebung von Furcht zu Angst, denen beide unterschiedliche Bedeutungen zugrunde liegen, geht möglicherweise auf eine Verschriftlichung von Kindersprache zurück.

„Wir unterscheiden Angst und Furcht: Furcht hat ein Wovor (vgl. das Kinderspiel ‚Wer fürchtet sich vorm schwarzen Mann?‘) – Angst ängstet ohne Wovor. Somit ist Angst der Ermöglichungsgrund der Furcht.“

## Spielpädagogische Beurteilung
Für Johann Christoph Friedrich Gutsmuths, der das Spiel im Jahr 1796 illustrativ beschrieben hatte, war Der schwarze Mann ein äußerst zweckdienliches Spiel, das ausdauerfördernde Aktivitäten wie Laufen und Springen mit persönlichem Vergnügen verbinde. Der Körper gewinne an Schnelligkeit, da die Spieler gezwungen seien, eine Vielzahl von Wendungen und Sprünge zu machen, um dem schwarzen Mann (und seinen übrigen Gehilfen) zu entkommen.
Auch unter Friedrich Ludwig Jahn und Ernst Wilhelm Bernhard Eiselen galt Der schwarze Mann als erprobtes und bewährtes Turnspiel. Jahn, der laut Hans Ferdinand Maßmann das Spiel möglicherweise schon seit seiner Jugendzeit kannte und in der Altmark praktizierte, wählte es aus einer Vielzahl von Bewegungsspielen für sein Buch Die deutsche Turnkunst aus. Maßmann selbst urteilte, Der schwarze Mann sei ein „Jugendspiel“, das einen „lebendigen, nie lahm werdenden Wechsel“ in sich trage.
Friedrich Fröbel verfolgte den Ablauf des Spiels während eines Besuchs beim Altensteinfest am 4. August 1850 aufmerksam und notierte:

„Die unerläßliche Bedingung aber, unter welcher das vorgesetzte Ziel erreicht werden kann, zeigt das zweite Spiel der Knaben: Der schwarze Mann. Man sieht dabei: Nur durch den Gebrauch seiner Glieder und Sinne, nur durch Anstrengung seiner Kraft, Gewandtheit und Ausdauer, nur dadurch kann das errungen werden, was wünschenswerth ist.“

Noch viele Dekaden danach zählten „Geschick“, „Behändigkeit, Ausdauer und List“ zu den deskriptiven Schlüsselwörtern bei der Formulierung des Spielgedankens.
George Ellsworth Johnson (Clark University/Harvard University) zufolge sind Der schwarze Mann und vergleichbare Spiele für Kinder vom 7. bis 9. Lebensjahr von besonderem Interesse, da sie den körperlichen Bedürfnissen dieser Altersstufe angepasst seien. Die Spiele förderten den Wettbewerb und ermöglichten die Erprobung von Geschicklichkeit und der physischen Kräfte, die der Entwicklung der feineren Koordination der Muskeltätigkeit mit den Sinneseindrücken zugutekäme.
Der schwarze Mann war ursprünglich für Knaben gedacht. Erst Ende des 19. Jahrhunderts wurde das Bewegungsspiel an Mädchen weiterempfohlen und die Spielanleitung entsprechend angepasst. Dies war in erster Linie der verzögerten Akzeptanz des Mädchensports geschuldet, hatte andererseits aber auch präventive Gründe (ernsthafte Verletzungen infolge hektischer Spielabläufe; Mädchen trugen oftmals für den Turnsport ungeeignete Kleidung usw.).

## Figurbezogene Interpretationen

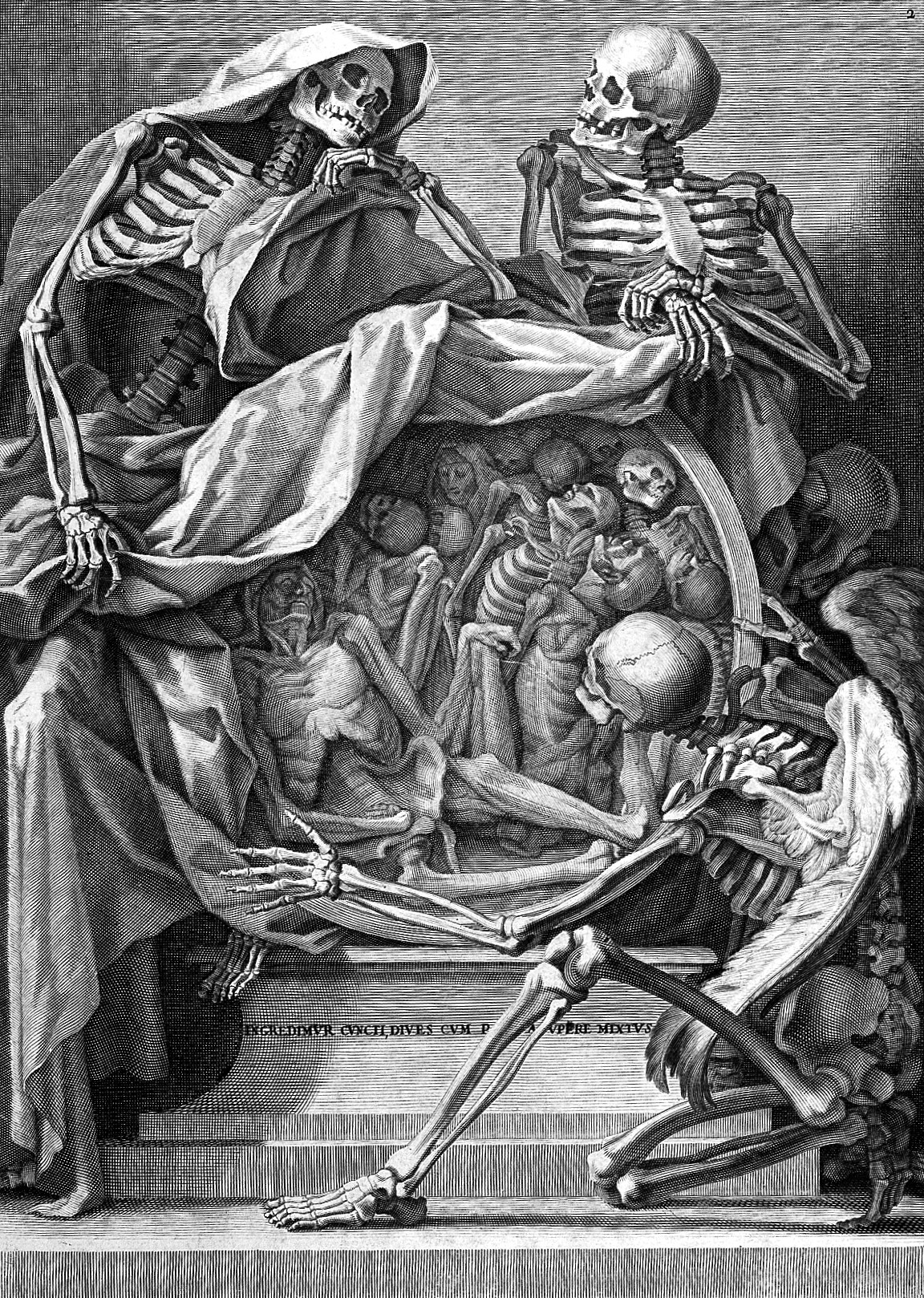
„Totenreigen“-Illustration von 1691.

Die namensgebende Figur des Kinderspiels wird auf zwei unterschiedliche Wurzeln zurückgeführt. Bereits in der Mitte des 15. Jahrhunderts findet der „schwarze Mann“ als antonomasische Umschreibung für den Tod in diversen Totentanz-Darstellungen und Blockbüchern Erwähnung. Eine weitere Interpretation als Kinderschreckfigur, die im gesamten deutschsprachigen Gebiet Bekanntheit erlangte, ist u. a. für das Jahr 1643 in der Schrift Insomnis cura parentum des Pädagogen Johann Michael Moscherosch bezeugt. Je nach Region und Zeit wurden mit der Figur des schwarzen Mannes verschiedenartige Erscheinungsformen charakterisiert, wie z. B. der Tod als anthropomorphe Kreatur, eine finstere, schattenhafte Gestalt oder ein Mann in schwarzer, meist antiquierter Kleidung (vgl. Grimm, 1885).
Der deutsche Mediävist Wilhelm Wackernagel nahm mit seiner Abhandlung Der Todtentanz von 1853 Bezug auf das Kinderspiel. Dabei verknüpfte er die Spielfigur mit den mittelalterlichen Vorstellungen des Todes und verwies zugleich auf eine der frühen Darstellungen des Oberdeutschen vierzeiligen Totentanzes, in denen der Tod aus der Sicht eines Kindes wiederholt als „schwarzer Mann“ beschrieben wird.

„Um so überraschender ist es, wie gleichwohl in einem allbekannten Spiele der Jugend noch bis auf den heutigen Tag sich ein Nachklang jener alten Schaustellungen erhalten hat. In dem Text derselben, wie ihn die Handschriften und Holzdrucke geben, nennt das Kind den Tod einen schwarzen Mann: ein swarzer man ziuht mich dâ hin; und unsre Kinder haben ein Fangspiel, wo eines nach dem Rufe Fürchtet ihr euch vor dem schwarzen Mann? und nach der Antwort Nein den übrigen entgegenläuft.“

Der Volkskundler Ernst Ludwig Rochholz erwähnte in seinem 1857 veröffentlichten Buch Alemannisches Kinderlied und Kinderspiel aus der Schweiz eine „Art des Ringelreihens“ unter „Hersagung des Reimes Schwarzer Mâ, läng mich nit a!“ Rochholz bezeichnete das Spiel – hier in der schweizerdeutschen Variante Förchtets üch vor’m schwarze Ma? – als ein „Überbleibsel der Pest- und Totentänze“, die im Mittelalter üblich gewesen waren.
Die Ausführungen Wackernagels und Rochholz legen zudem nahe, dass Der schwarze Mann auf ein noch älteres Spiel zurückgeht, das (vgl. Wackernagel) im 26. Kapitel der Schrift Affentheurlich Naupengeheurliche Geschichtklitterung von Johann Fischart unter dem Listeneintrag „deß Todendantʒes“ Erwähnung findet.

„Ein altbekanntes, dem 16. Jahrhundert durchaus geläufiges, seinem Ursprung nach auf die Totentanzdramatik zurückgehendes Spiel ist der ‚schwarze Mann‘. Dasselbe Spiel, oder doch ganz gewiß ein ihm ähnliches, kommt unter dem Namen ‚des Todendantʒes‘ im 26. Kapitel von Fischarts Geschichtklitterung vor. In obigem Werk wird eine ganze Reihe von uns zum Theil nicht mehr bekannten Jugendspielen aufgezählt.“

Unschlüssig sind die Historiker darüber, inwieweit es sich diesbezüglich um eine Art des Tanzes oder des Spiels handelte (bei Rochholz Tanzspiel genannt). Karl Weinhold verwies bereits 1851 auf die ehemals weit verbreitete Kombination beider Vergnügungsformen.
Derweil stellte Manfred Wittich im Jahre 1886 in seiner kulturgeschichtlichen Abhandlung Ueber die Totentänze einen weiteren Anhaltspunkt hinsichtlich der Spielfigur als Verkörperung des Todes in den Raum. Wittich, sich mit der Regel zur Bildung von Fangketten auf eine Variante des Spiels berufend, zog Parallelen zu den mittelalterlichen Reigenmotiven, in denen der Tod als Reigenführer zusammen mit Menschen unterschiedlichen Alters und sozialen Standes – die Hände reichend – eine Kette bildet (vgl. Lübecker Totentanz).
1897 erläuterte der Liederforscher Franz Magnus Böhme, dass die Spielfigur auf den Schwarzen Tod (die Pest um 1348) zurückzuführen sei. Das würde auch das Spielprinzip folgerichtig erklären: Jeder, der von der Pest befallen wird (im Spiel: angetippt wird), ist selber Träger des „Schwarzen Todes“ und gehört zum Heer des „schwarzen Mannes“, das die Seuche ausbreitet. Gestützt wird diese Interpretation durch Ernst Gustav Eitners Spielbeschreibung aus dem Jahr 1893. Auch dieser erblickte in der Figur des „schwarzen Mannes“, der sich „in den versammelten Reigen mischt und einen nach dem anderen wegführt“, den „seine Schar stets vergrößernden Tod“ – eine Auffassung, die laut Hermann Däbritz weit bis in die Zeit des Mittelalters hineinreichte und sich im Spielgedanken niederschlug.
Im Rahmen einer Untersuchung zeitgenössischer Turnspiele schrieb der Pädagoge Hermann Wickenhagen im Jahr 1898, dass der Verlauf des Spiels vorherbestimmt sei. Der schwarze Mann stehe einer ganzen Spielerschar gegenüber, aber in der Menge nahezu wehrloser Gegner liege seine Überlegenheit, die so groß sei, dass über das Ergebnis, über die Frage, wohin der Sieg fallen wird, von vornherein kein Zweifel herrschen könne.

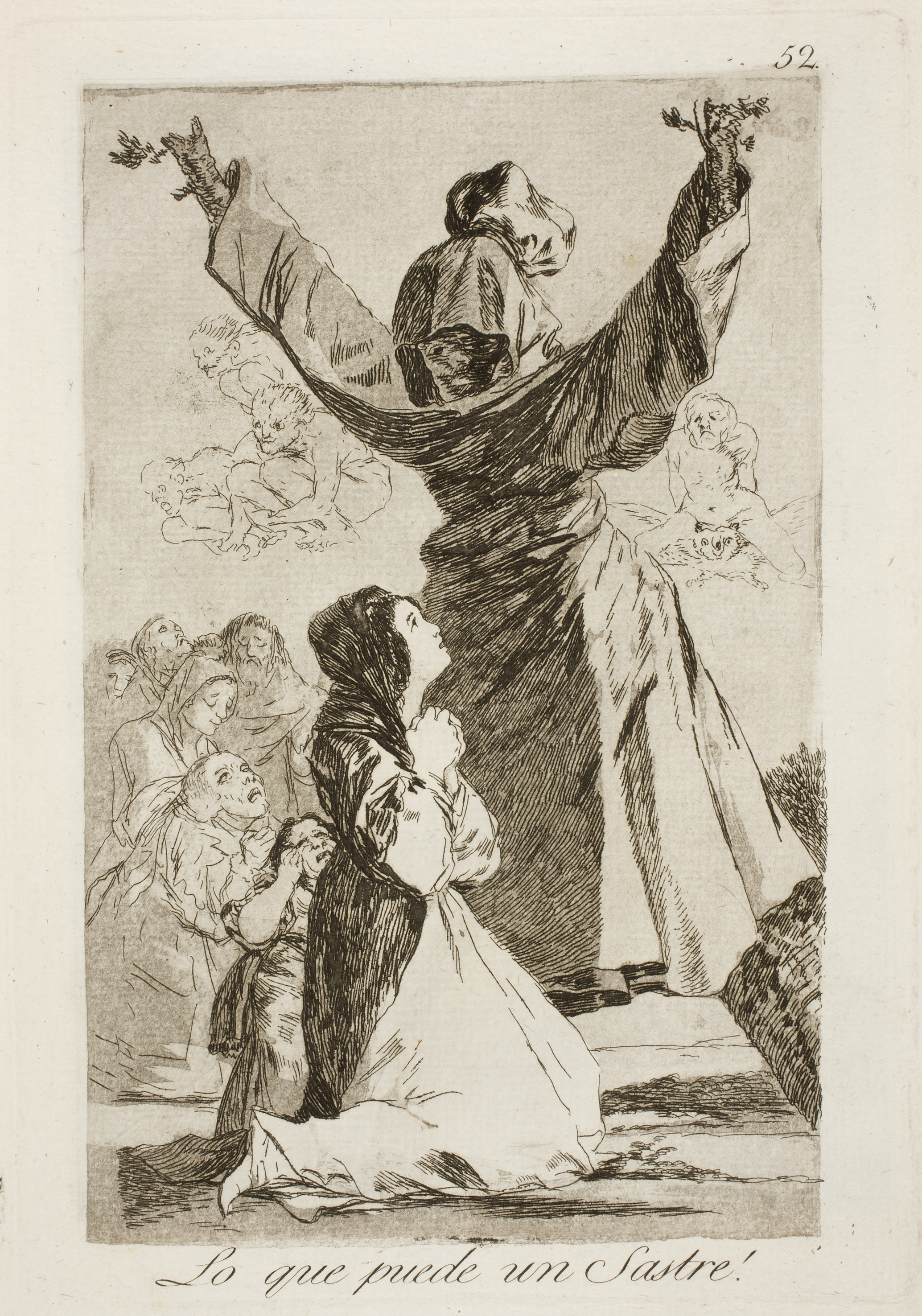
Neben dem Tod als schicksalhafte Macht waren auch fiktive Figuren in der Betrachtungsweise der Menschen eine mögliche Grundlage des Spiels. (Illustration von 1798)

Gleichfalls war die Spielfigur des schwarzen Mannes als Personifizierung des Todes in der DDR bekannt, was ein Auszug aus Beate Morgensterns Geschichtensammlung Jenseits der Allee von 1979 exemplarisch darlegt:
Wer hat Angst vorm schwarzen Mann?

Niemand, niemand!

Der schwarze Mann kommt leis heran,

hat gar keine Schuhe an.

Knochig sind die Füße, knochig sind die Hände,

knochig ist der ganze Mann,

ist es doch der Knochenmann.
Der unausweichliche Tod als allegorisch-tradierte Schreckgestalt blieb nicht die einzige Interpretation. Karl Simrock, Hans Ferdinand Maßmann und Theodor Vernaleken verbanden das Spiel teils unabhängig voneinander mit den Kinderschreckfiguren im deutschen Volksglauben. Grundlage des Spiels sei „das Aufgehen der vollen Spielschar in die des schwarzen Mannes, einer uralten Schreckgestalt der Kinder“.
Weitere Assoziationen des späten 19. und frühen 20. Jahrhunderts beinhalten den „Kemmetfeger“ (Schornsteinfeger) und den Teufel als Spielfigur (wobei letzterer zusätzlich durch Attribute wie Hörner und Hufe charakterisiert wird). Dabei beschränkt die Deutung als Kaminkehrer sich nahezu ausschließlich auf den deutschsprachigen Raum. In Nordamerika, wo das Spiel spätestens seit der Mitte des 19. Jahrhunderts regionenübergreifend praktiziert wurde, blieb die Figur dauerhaft in den Bedeutungen Tod und Schreckgestalt („Bogey Man“) erhalten (vgl. Internationale Verbreitung).

## Hintergrundanalyse

### Kulturhistorische Analyse
Joachim Landkammer, Philosoph und akademischer Mitarbeiter am Lehrstuhl für Kunsttheorie an der Zeppelin Universität, formulierte die These, Der schwarze Mann resultiere aus einer „traumatischen und gesamtgesellschaftlichen Widerfahrnis“, die in Spielform „verarbeitet“ und möglicherweise sogar im streng psychoanalytischen Sinn „aufgearbeitet“ wurde. Es sei unbestritten, dass viele Spiele sich aus den Problem- und Konfliktbewältigungsstrategien alltäglicher Erfahrungen speisten und implizit auf diese Bezug nähmen.
Der Schweizer Geschichtsprofessor Michel Porret (Université de Genève) vertritt die Ansicht, das durch Geschicklichkeit und Strategie gekennzeichnete und wahrscheinlich in Pestzeiten entstandene Rollenspiel verdeutliche den Kampf der Lebenden mit dem Tod, der eines Tages das Leben einhole. Aus anthropologischer Sicht sei Der schwarze Mann ein Simulacrum dieser Schicksalsfügung.
Auch Ulrich Tückmantel vermutet den Ursprung des Spiels in der Verarbeitung der Pest-Epidemien. Es sei ein Spiel mit der Angst. Die Angst werde durch den steten Wechsel von gefangen werden und selbst fangen spielerisch bewältigt.
Dass eine Vielzahl von Gesellschaftsspielen nicht nur des Spielens Willen entstanden war, ihr Ursprung also in tatsächlichen Erlebnissen zu suchen sei, ist ein in der Forschung weit verbreiteter Standpunkt. Etliche Spiele seien zunächst an eine imitative Wiedergabe der Erfahrung geknüpft gewesen („Nachahmung“). Infolge der generationenübergreifenden Vermittlung gerate das darstellende Element, d. h. die erzählerische Besonderheit des jeweiligen Spiels, oft in den Hintergrund, wodurch eine andere Komponente, wie bspw. der sportliche Aspekt, an Bedeutung hinzugewinne. Letztlich seien Spiele dieser Art im gesellschaftlichen Wandel konventionalisiert und als traditionelle und regelkonforme Sportspiele weitergegeben worden („Verzwecklichung“).

### Erziehungswissenschaftliche Ebene
Der schwarze Mann ist nicht nur Gegenstand kulturhistorischer Analysen. Eine Vielzahl von Pädagogen, Psychologen und Erziehungswissenschaftlern beleuchtete das Spiel aus unterschiedlichen Perspektiven und setzte sich mit dessen positiven Begleiterscheinungen auseinander.
Hans-Dieter Kübler, Professor für Sozial-, Kultur- und Medienwissenschaften (HAW Hamburg), betonte den pädagogischen Wert des Spiels. In Bezug auf die kindliche Auseinandersetzung mit Ängsten nähere das Kind sich auf spielerischem Wege der angstauslösenden Situation an. Konträr zur realen Situation beinhalte die Spielsituation die Möglichkeit, die emotionale und thematische Konfrontation jederzeit beenden zu können.
Laut dem Schweizer Professor Adolf Friedemann wirkt dabei bereits die Gruppendisziplin des Kinderfangspiels angstlösend oder angstverdrängend.
Übereinstimmend äußerten Gisela Hundertmarck und Liesel-Lotte Herkenrath sich zur Bedeutung des „traditionellerweise im Kindergarten gepflegten freien und organisierten“ Spiels, das ein „ritualisiertes Durchspielen von Ängsten“ ermögliche, indem „das Kind abwechselnd die Rolle des Bedrohten und die der Bedrohung übernehmen“ könne. Zusätzlich bereite es dem Kind „Vergnügen, Gefahren zu erleben“, die Spannung zu genießen und die „beängstigende Situation bestanden zu haben“.
Voraussetzung sei hierbei das freiwillige Eintauchen in die Gefahrensituation, in einen Zustand der Unsicherheit und ein daran gebundener, erlebnisorientierter Nervenkitzel. Zum gesunden Kinderspiel gehörten Angstspiele, die von einem bestimmten Alter an notwendig seien und in denen Kinder lernten, ihren Ängsten selbstbewusst entgegenzutreten. Dafür geeignet seien Kinderfangspiele wie Der schwarze Mann, in dem sich die Bedrohung des „Geholtwerdens“ quasi materialisiere und so die angstbesetzte Situation reproduziert und vorweggenommen werde.

„Wir alle wollen selbstverständlich unsere Kinder vor Ängsten bewahren – aber Kinder suchen die Auseinandersetzung mit der Angst, sie suchen die Begegnung mit dem Bösen. Alte Kinderspiele wie Wer fürchtet sich vor dem schwarzen Mann? oder Mutproben wie der Gang über den Friedhof oder das Ausharren im dunklen Keller, ganz zu schweigen von den beliebten Grusel- und Geistergeschichten – am besten im Dunkeln mit der Taschenlampe vorgelesen –, zeigen uns das.“

Zu berücksichtigen sei beim Auskosten solcherlei Erlebniswelten allerdings die Alterstauglichkeit. Sind die Kinder zu jung und die kognitiven Fähigkeiten nicht naturgemäß ausgeprägt, könne dies zu Fehlschlüssen und Überreaktionen führen.
Im Altersbereich von fünf bis neun Jahren, so Hannelore Wass, ehemalige Professorin für Psychologie und Thanatologie an der University of Florida, beginne das Kind zu verstehen, dass der Tod endgültig sei. Es konzentriere sich auf die Ursachen des Todes, der als ein von außen aufgezwungenes, unberechenbares Ereignis verstanden und vom „schwarzen Mann“ bzw. vom „Knochenmann“ über die Menschen gebracht werden würde.
Der Sportwissenschaftler und -pädagoge Ommo Grupe hob den emanzipatorischen Charakter des Spiels hervor:

„Kinder können durch starke Rollen, die sie im Spiel zugewiesen erhalten, in die sie gewählt werden oder die sie durch den Zufall des Abzählens bekommen, stärker sein als die sonst stärkeren Kinder und mächtiger sogar als mitspielende Erwachsene. In Wer fürchtet sich vorm schwarzen Mann? ist es die zentrale Rolle, die Machtpositionen verleiht. Selbst die kleinen und schwächeren Kinder können in manchen Spielen dominante Funktionen übernehmen und dabei erfahren, daß Macht und Einfluß nicht einfach gegeben sind, sondern erworben werden müssen, aufgrund von Rollen zufallen oder über den Zufall vermittelt werden.“

Grupe knüpfte damit an die Ausführungen des Pädagogen Hermann Wickenhagen an, der die Rolle des schwarzen Mannes als die mächtigste im gesamten Spiel beschrieben hatte.
Im Kontext der Steigerung des Selbstwertgefühls wird in der Forschung auch die Rolle der Gegenspieler gesondert betrachtet. Der Psychoanalytikerin Gisela Preuschoff zufolge machen Kinder im Spiel die Erfahrung, dass man „etwas riskieren, siegreich daraus hervorgehen und sicher ans Ziel kommen“ könne. Rollenspiele dienten der Vorbereitung auf spätere Funktionen im Erwachsenenalter und dem Erwerb von Fähigkeiten, die Erwachsenen in ihrem jeweiligen Lebensumfeld von Nutzen seien.
Otto Betz, Professor für allgemeine Erziehungswissenschaft und Pädagogik an der Universität Hamburg, stellte die Wichtigkeit der Konfrontation heraus, aus der die eigenen Kräfte Potential schöpften. Würde ein Kind ausschließlich geschützt und vor allen Schwierigkeiten bewahrt, bestünde „die Gefahr, dass es die Fähigkeit eigener Initiative und mutiger Selbstbehauptung“ gar nicht entwickle. Die plötzlich eintretende Schutzlosigkeit „erzwinge eine Eigenständigkeit, die zum taktischen Verhalten“ führe.

## Internationale Verbreitung

### Europa
Die Schriften von Johann Christoph Friedrich Gutsmuths und Friedrich Ludwig Jahn wurden bald international rezipiert. Die z. B. von Gutsmuths im Auftrag von Christian Gotthilf Salzmann verfasste Schrift Gymnastik für die Jugend konnte bis 1799 ins Englische übertragen und im darauffolgenden Jahr in England bzw. vier Jahre später in den USA publiziert werden. Die vielfach beschriebenen Sporttechniken und Bewegungsspiele – darunter Der schwarze Mann – fanden weitflächig Anklang und wurden europaweit in den Lehranstalten praktiziert.
Vergleichbare Spiele kursierten im 19. Jahrhundert in Großbritannien, bspw. Black Man’s Tig (tig = „Fangen, Fangspiel“), Blackthorn und das 1844 beschriebene Rushing Bases mit der Spielfigur des King Cæsar, das eine Krönungszeremonie der zu fangenden Spieler beinhaltet. Nahezu bis ins Detail identisch mit dem Schwarzen Mann ist das im Jahr 1894 von Alice Bertha Gomme erwähnte Spiel Click. Viele der Spielnamen existierten nur lokal und temporär und sind heute nicht mehr in Gebrauch.

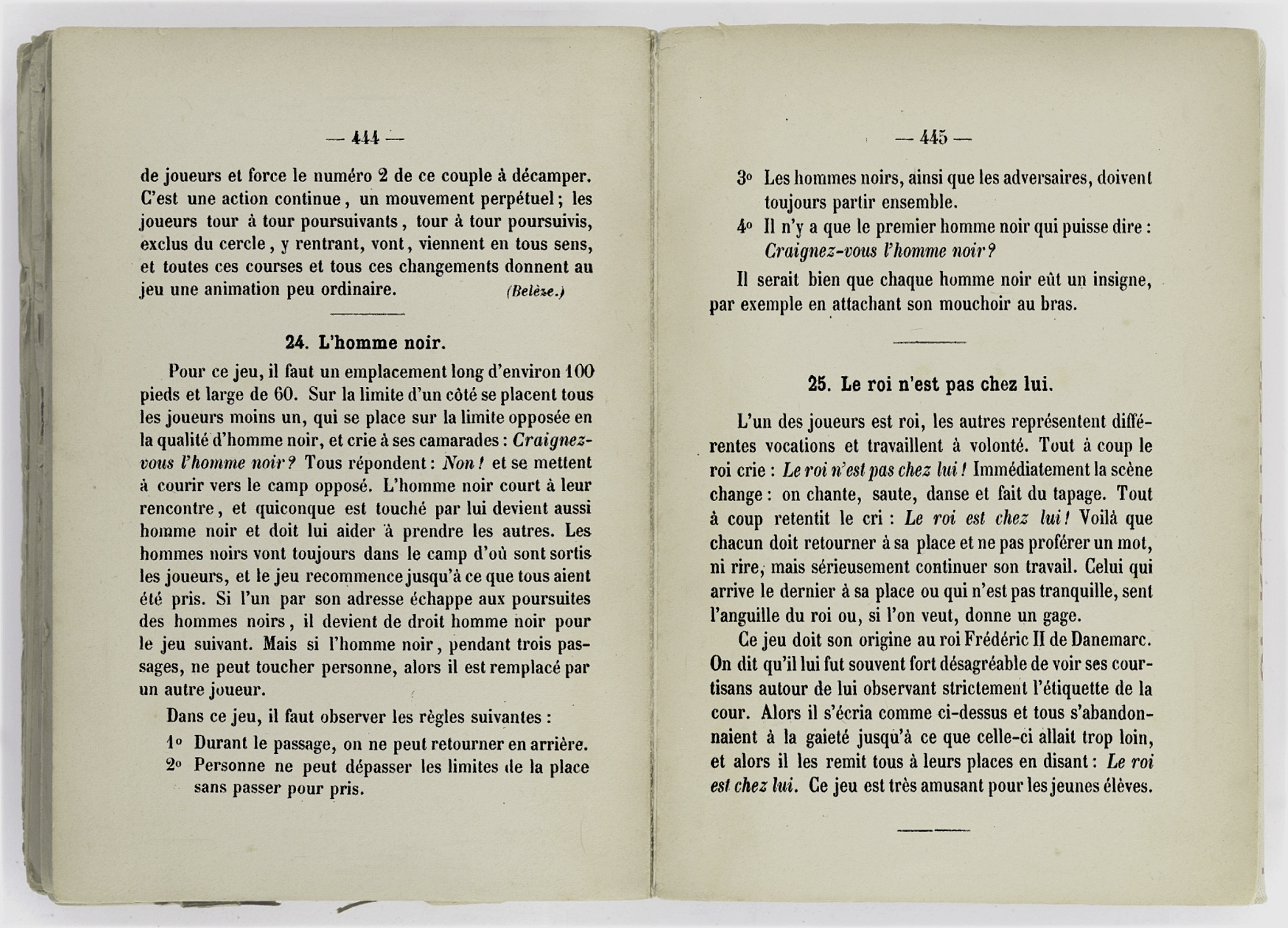
Französischsprachige Anleitung von Johannes Niggeler, Vevey, 1866.

In Frankreich ist das Fangspiel in der originalgetreuen Übersetzung L’homme noir („Qui a peur de l’homme noir?“) geläufig. Der schwarze Mann gelangte möglicherweise von Deutschland aus über Bar-le-Duc (Lothringen) nach Paris. Einige der Spielbeschreibungen erschienen u. a. 1889 in der Zeitschrift Revue pédagogique und 1894 in Henri Omonts Publikation Les jeux de l’enfance à l’école et dans la famille. Der Autor verglich dabei den Schwarzen Mann mit einem im französischen Kulturkreis unter dem Titel Les éperviers (oder L’épervier) überlieferten Spiel, sehr wahrscheinlich eine frühere Adaption des Schwarzen Mannes aus den 1870ern. Schon 1866 war eine Übersetzung des Spiels in französischer Sprache in der Lektüre Manuel de gymnastique pour les écoles de garçons et de filles von Johannes Niggeler in der Schweiz veröffentlicht worden.
In Wesen und Bedeutung sinnverwandt, war der schwarze Mann bereits in kulturell unterschiedlichen Teilen Westeuropas als Schreckgestalt internalisiert worden. Aufgrund ihres Bekanntheitsgrades, den die Figur z. B. im englischen (engl. Black Man = Bogey Man; Teufel) und gälischen Sprachraum (gäl. Fear Dubh = schwarzer Mann; Teufel) besaß, konnten auch britische Einwanderer Nordamerikas ein Interesse für das Kinderspiel entwickeln.

### Nordamerika
In der Mitte des 19. Jahrhunderts emigrierten Vertreter der deutschen Turnbewegung in die USA. Das Turnen war zu dieser Zeit in Teilen Preußens strengstens untersagt worden (vgl. Turnsperre). Etliche Turner und Forty-Eighters ließen sich im Mittleren Westen und im Nordosten der Vereinigten Staaten sowie in einigen Gebieten Kanadas nieder.
Im Zuge der Einwanderungswellen fand Der schwarze Mann im nordamerikanischen Raum Verbreitung. Eine frühe Übersetzung des Spiels durch Karl Ludwig Beck erschien 1828 in Northampton, Massachusetts, in dessen Lektüre A Treatise on Gymnastics, die im Auftrag von Friedrich Ludwig Jahn publiziert worden war. Gemeinsam mit Franz Lieber und Karl Follen führte Beck ab 1826 die deutsche Gymnastik an Bildungsinstitutionen in Massachusetts ein (Northampton, Cambridge, Boston). Neben Football gehörte dabei auch Der schwarze Mann zeitweise zu den organisierten Sportwettkämpfen der Harvard University.
Fortschreibung erfuhr Der schwarze Mann (unter den Namen Black Man und Black Man’s Base) in der US-amerikanischen Literatur, etwa in den mehrbändigen Enzyklopädien The American Educator, The New Practical Reference Library und The Book of Rural Life; in Schul-, Stadt- und Staatschroniken (bspw. in der kulturgeschichtlichen Abhandlung An Illustrated History of Monroe County, Iowa von 1896); in der Kinder- und Jugendliteratur, insbesondere aber in der Spiellektüre sowie in den Schriften des Turnwesens. Die Ausübung des Spiels durch mennonitische Siedler ist u. a. in Berlin (Ontario, Kanada) durch Tagebucheinträge aus den 1870ern belegt.
Englischsprachige Dialoge:
Die Verfasser englischsprachiger Spiel- und Sportliteratur bemühten sich in ihren Beschreibungen des Schwarzen Mannes um nachvollziehbare Inhalte, die teilweise als Reime überliefert sind. Der von Rochholz in der Schweizer Spielanleitung zitierte Satz „Schwarzer Mann, fass mich nicht an!“ wurde sinngemäß mit „Man of black, don’t touch my back!“ übersetzt. Die Spieldialoge lauten wie folgt:
| Variante 1 | Variante 2 |
| --- | --- |
| Frage: „Who is afraid of the Black Man?“ Antwort: „No one!“ / „Not I!“ Frage: „What will you do when the Black Man comes?“ Antwort: „Run right through like we ought to do!“ | Frage: „Are you afraid of the Black Man?“ Antwort: „No! (Not of one like you!)“ Frage: „What will you do when the Black Man comes?“ Antwort: „Rush right through like we always do!“ |

Eine weitere Variante lautet „What do you do when the Black Man comes?“ – „Run right through and never mind you!“. Der Dialog „What will you do if the Black Man comes?“ – „Rush through if i can!“ erscheint in einer New Yorker Spielanleitung von 1883, in der auf eine deutsche Herkunft des Spiels verwiesen wird.
Infolge seiner ethnisch-kulturellen Zusammensetzung koexistierten bald mehrere Dutzend Fangspiele europäischen Ursprungs im nordamerikanischen Raum. 1913 analysierte Wilbur Pardon Bowen, Professor am Department of Physical Education, Michigan, in der Zeitschrift American Schoolmaster etwa 35 Fangspiele unterschiedlicher Herkunft, die bei näherer Betrachtung nur Variationen eines einzigen Spiels seien, darunter Black Man, Chinese Wall (Die chinesische Mauer) und das fast ausschließlich in den USA praktizierte Pom-Pom-Pull-Away. Viele der Spiele unterschieden sich nur bezüglich ihrer zugewiesenen Namen und Dialoge. Während dieser Zeit erfreute Der schwarze Mann sich auch unter Boy Scouts großer Beliebtheit und findet in dem 1914 herausgegebenen Handbook for Scout Masters – Boy Scouts of America, neben Prisoner’s Base und Hide and Seek, als bevorzugtes Kinderfangspiel Erwähnung. Das von der Playground and Recreation Association of America initiierte Commitee on Games sprach seine Empfehlung bezüglich der Nutzung des Spiels an sämtlichen Bildungsinstitutionen des Landes aus.

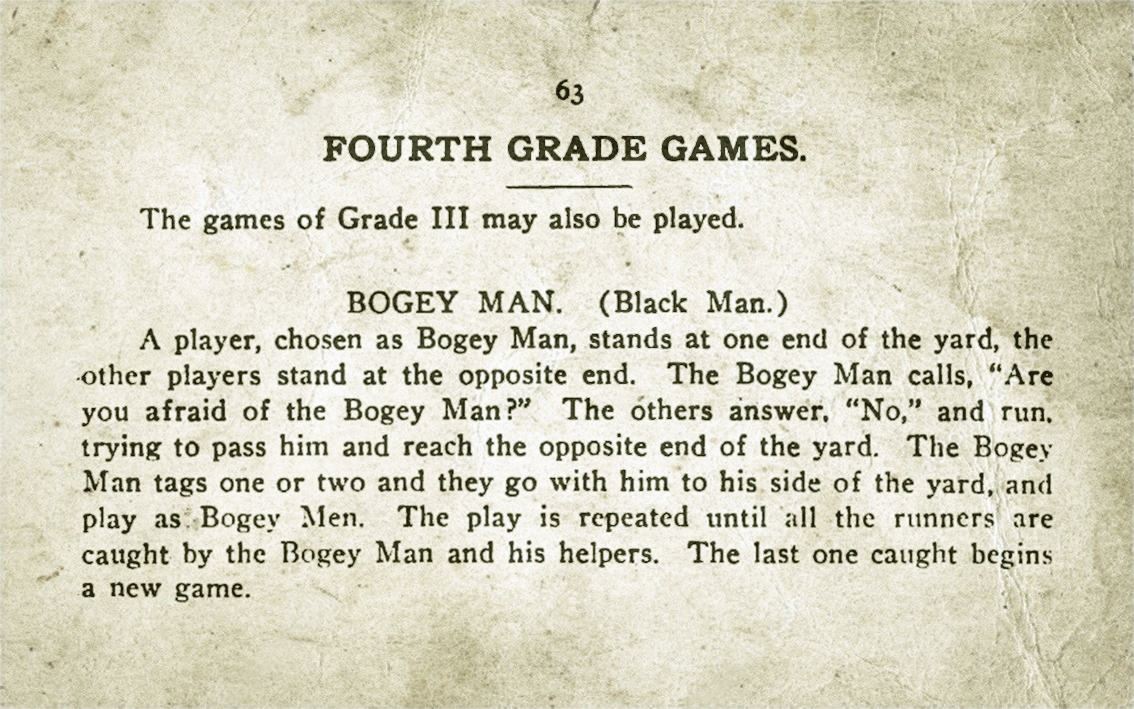
Der schwarze Mann in Philadelphia: William A. Stechers Spielanleitung von 1907 in der sinngetreuen Übersetzung als Bogey Man. (Auszug)

Der Einfluss von Akteuren der deutschen Turnbewegung reichte bis in das 20. Jahrhundert hinein. Diese engagierten sich verstärkt für die flächendeckende Etablierung des Turnsports an staatlichen Einrichtungen, veröffentlichten mehrere Werke zur Leibeserziehung von Kindern und Jugendlichen und nahmen schulische Ämter wahr (vgl. etwa Heinrich Suder, Director of Physical Education, Chicago).
In ihren Schriften trat Der schwarze Mann nun als Bogey Man in Erscheinung; „Are you afraid of the Bogey Man?“, fragt der gefürchtete Protagonist des Spiels im Handbook of Graded Lessons in Physical Training and Games von 1907. William A. Stecher, US-Amerikaner deutscher Abstammung und tragende Figur im North Cincinnati Turnverein, publizierte die Schriftenreihe in Philadelphia, wo er die Ausübung des Turnsports an öffentlichen Schulen nachdrücklich förderte.
Die meisten der Kinder- und Sachbuchautoren im anglo-amerikanischen Raum behielten den ursprünglichen Namen des Spiels allerdings bei und gebrauchten diesen noch weit bis in die Mitte des 20. Jahrhunderts. Ab dieser Zeit wurde Der schwarze Mann häufig nur noch autobiografisch thematisiert. Prominente Spieler waren:
- Luther Halsey Gulick Jr. (Gulick schilderte detailreich in seinem Buch, wie übereifrig er als 8-Jähriger jedes Mal während des Spiels die Flucht ergriff, um nicht in die Fänge des schwarzen Mannes zu geraten.)[156]
- Daniel Carter Beard (nach eigener Aussage war Der schwarze Mann eines der bevorzugten Spiele seiner Kindheit und trotz aller Einfachheit sehr effektiv.)[145]
- Bernard Darwin (Darwin praktizierte das Fangspiel an der Summerfield House School in Summertown, Oxford, unter der Leitung Archibald MacLarens, der den Turnsport an der University of Oxford nach preußischem Vorbild einführte.)[157]
- Dwight D. Eisenhower (in seinem Heimatort Abilene, Kansas, betrieb der Nachkomme deutscher Aussiedler und spätere US-Präsident das Spiel u. a. gemeinsam mit seinem Bruder Edgar N. Eisenhower.)[158]
- Sanford Kirkpatrick (nach den Angaben Kirkpatricks lautete ein regional verbreiteter Fangreim des Spiels „One, Two, Three – Good Black Man for Me!“[159])
- Stephen Joseph Owen[160] und Donald Chester Grant[161] (Der schwarze Mann wurde von Football-Spielern wiederholt zu Trainingszwecken eingesetzt;[162][163] später British Bulldog genannt.[164])
- Dorothea Frances Canfield[165] (die Buchautorin und Bürgerrechtlerin blickte positiv auf die Ausübung des Spiels zurück und erwähnte es in mehreren ihrer Schriften.[166][146])
- Fred Kabotie alias Nakavoma[167] (Kabotie stellte indessen keine Ausnahme dar. Der Historiker und Geschichtsprofessor Duane Kendall Hale berichtete, dass Der schwarze Mann Eingang in die Spielwelt der Delaware-Indianer von Oklahoma fand. Die Ausführung des Spiels ähnelte dabei der allgemein bekannten Spielanleitung.[168])

Manche der Überlieferungen sind über ihre europäischen und transatlantischen Verbreitungswege nur fragmentarisch oder in Hybridform (Verschmelzung von Fragmenten sich ähnelnder, anfänglich eigenständiger Spiele) erhalten geblieben.
Ein mit dem Schwarzen Mann eng verwandtes Kinderspiel ist das 1891 vom amerikanischen Spieleforscher Stewart Culin in dessen Niederschrift Street Games of Boys in Brooklyn, N. Y. erwähnte Black Tom.
In seinem Buch The American Boy’s Book of Sport aus dem Jahr 1896 umschrieb der Verfasser Daniel Carter Beard die das Spiel kennzeichnende Figur des Black Tom als eine bösartige Schreckgestalt (im 24. Kapitel „Ogre“ genannt) – womit der Kreis zum Schwarzen Mann sich schließt.
Lehman-Studie (University of Kansas)

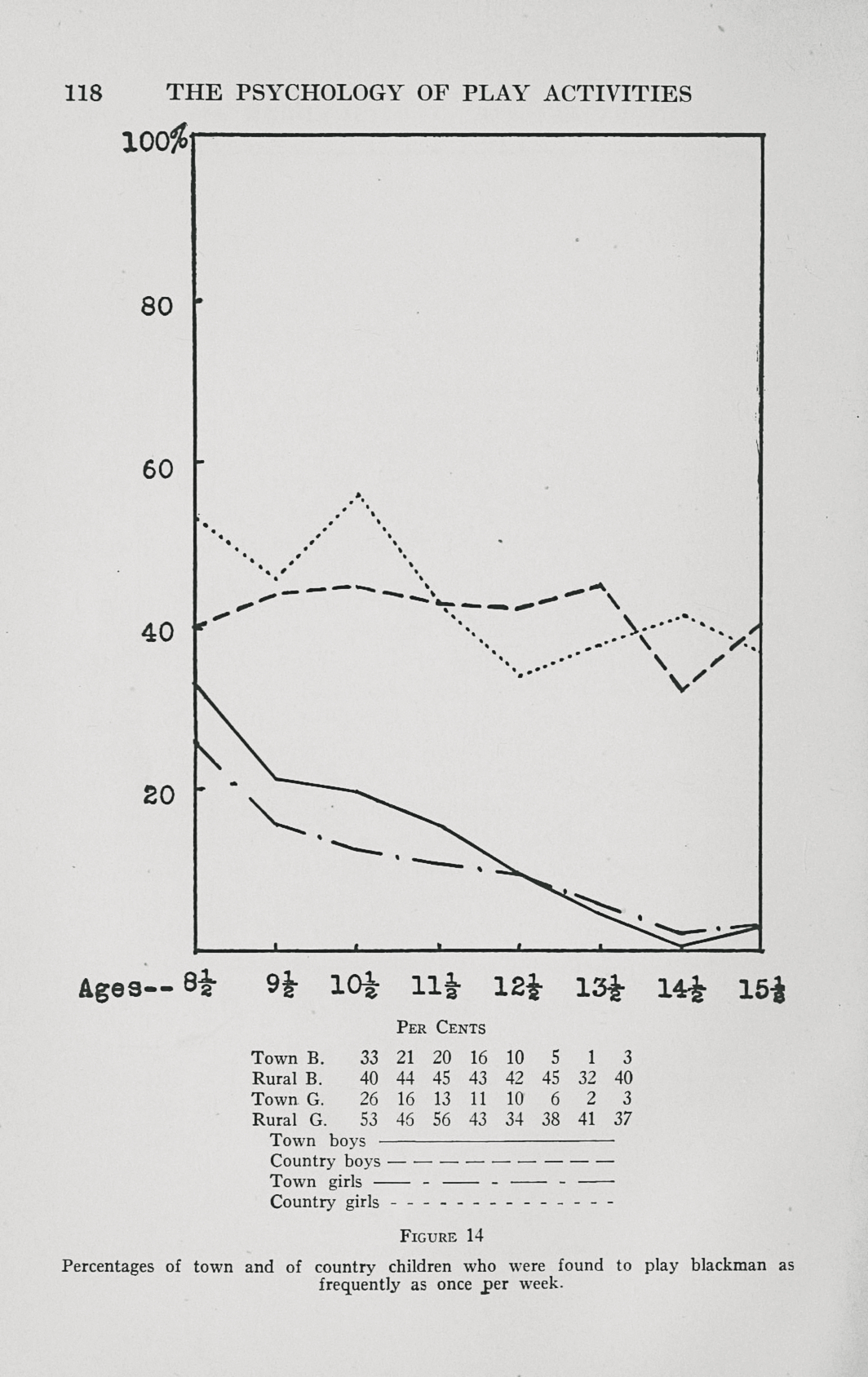
Liniendiagramm aus der Lehman-Vergleichsstudie. Auszug aus einer erweiterten Auflage von 1927, publiziert in der Schrift The Psychology of Play Activities.

Eine in den Jahren 1923 bis 1925 im Auftrag der University of Kansas (School of Education) durchgeführte Studie zur Feststellung von Unterschieden im Spielverhalten von Schulkindern im Bundesstaat Kansas kam zu dem Ergebnis, dass die Ausübung des Spiels in ländlichen Regionen mit einer höheren Persistenz (41 %) einherging als in Gegenden mit urbaner Agglomeration, wobei sich nicht nur alters-, sondern auch geschlechterspezifisch ein Kontrast gegenüber Stadtkindern abzeichnete. Wie die Untersuchung durch Harvey C. Lehman ergab, wurde Der schwarze Mann bei Kindern auf dem Land in einer Altersspanne von 8 bis 15 Jahren im wöchentlichen Turnus praktiziert, während das Interesse bei Kindern im städtischen Raum ab dem 8. Lebensjahr nachließ und die Aufmerksamkeit sich zunehmend auf andere Freizeitaktivitäten verschob. Ferner konnte festgestellt werden, dass Mädchen in provinziellen Gebieten deutlich stärker in die Ausübung des Spiels involviert waren als gleichaltrige Mädchen und Jungen in urbanen Milieus.
Zurückzuführen sei dies auf die unterschiedlichen Lebensbedingungen und die damit verknüpften Freizeitmöglichkeiten, die sich auf das Spielverhalten auswirkten. In dünn besiedelten Regionen mit geringfügig ausgeprägter Infrastruktur erweise es sich als schwierig, die gleichen Grundvoraussetzungen wie in den Städten, z. B. soziale Kontakte, anzutreffen. Anders als Stadtkinder hätten Kinder auf dem Land kaum Gelegenheit, sich in homogenen Altersgruppen zusammenzufinden. Ältere Spielteilnehmer, die sich in geringerer Zahl fänden, müssten Kompromisse eingehen und seien gezwungen, sich den Wünschen jüngerer unterzuordnen. Kinder vom Land tendierten zudem vermehrt dazu, an traditionellen Spielaktivitäten festzuhalten.
Für die Datengewinnung wurden mehr als 26.000 Schüler und Studenten im Alter von 5 bis 22 Jahren gebeten, aus einer Liste von 200 Freizeitbeschäftigungen diejenigen anzukreuzen, die sie in den vorangegangenen Wochen am häufigsten ausgeübt hatten, wobei Der schwarze Mann sich bei Kindern im ländlichen Raum, sowohl bei Jungen als auch bei Mädchen, in der Rangliste der beliebtesten Aktivitäten auf Platz 17 positionieren konnte.
Zur Zeit der Ausarbeitung der Vergleichsstudie in den 1920ern lebten etwa 50 % der US-amerikanischen Bevölkerung in Städten.
Weitere Unterschiede zeigten sich in der Gegenüberstellung der Städte untereinander. Aus dem Datenmaterial ließ sich für Kinder in der Universitätsstadt Lawrence z. B. eine signifikant höhere Teilnahme an organisierten Sportaktivitäten ableiten als für Kinder in benachbarten Zentren. Vergleichbare empirische Erhebungen wurden im Jahr 1914 durch Studenten vom Department of Sociology and Anthropology (University of Kansas) und Frank P. Smith (Superintendent of Public Schools, Lawrence, Kansas) realisiert. Danach waren an Wochenenden rund 38 % der Schüler in Lawrence an der Ausübung des Kinderspiels beteiligt.
Eine ältere Studie wurde 1912 von Studenten der Miami University in Butler County im Bundesstaat Ohio durchgeführt. Hierbei wurde die Häufigkeit der an lokalen Schulen absolvierten Spiele registriert: 31 Schulen nannten Ballspiele, 24 Schwarzer Mann und 14 Dare Base (Prisoner’s Base) als bevorzugte Spielaktivitäten. In einer im darauffolgenden Jahr für Greene County (Ohio) gestarteten Umfrage waren es 43 Schulen, die den Schwarzen Mann, neben Baseball und Basketball, zu den am häufigsten praktizierten Spielen zählten.
Ferner gelangte Der schwarze Mann in die engere Auswahl der „Social-Active Games“ im Rahmen der ab 1921 durchgeführten Terman-Studie (Stanford University, Kalifornien).

### Weitere Regionen
Das Spiel wurde durch deutsche Siedler nach Australien gebracht und von dem preußischen Pädagogen Gustav Adolph Techow im Manual of Gymnastic Exercises dokumentiert, das 1866 in Melbourne erschienen war.
Der evangelisch-protestantische Missionar Otto Moritz Schmiedel, Professor am Karl-Friedrich-Gymnasium in Eisenach, erklärte im Zuge seiner Japan-Reise, dass Der schwarze Mann bereits in den 1880er Jahren in den Sonntagsschulen in Tokyo praktiziert wurde. Es ist davon auszugehen, dass etliche Spiele durch die deutsch-asiatischen Beziehungen nach Japan gelangten.

„All the children’s games that are found in Europe are, of course, very widespread. They are found in the Pacific and Asia, also. They are apparently very easy to communicate from the members of one society to another.“

Der Japanologe Rudolf Lange berichtete um 1900 von einem japanischen Kinderfangspiel, das dem Schwarzen Mann in seinen Grundzügen stark ähnele: Onigokko (japanisch 鬼ごっこ), dessen Spielfigur (oni) den „Teufel“ verkörpere.
Zur selben Zeit dokumentierte Isaac Taylor Headland, Professor an der Universität Peking, die praktische Umsetzung des Spiels in China. Charles Harold McCloy (ehemals Harvard University/Johns Hopkins University), Leiter des Department of Physical Education an der National Southeastern University in Nanjing (1921–1926), förderte darauffolgend die institutionelle Leibeserziehung im Osten des Landes, übertrug hierfür mehrere fachliterarische Schriften in die chinesische Sprache und führte das Spiel an öffentlichen Schulen ein.
Um die Jahrhundertwende gelangte Der schwarze Mann nach Südamerika. Eine frühe Spielbeschreibung im peruanischen Raum findet sich 1909 in der Juni-Ausgabe der pädagogischen Schriftenreihe El hogar y la escuela. Laut Willibald Weichert, der die Ausübung des Spiels an Schulen in Ecuador beobachten konnte, zählte Der schwarze Mann zu den volkstümlichen Kinderspielen des Landes (Juegos populares).
Mit der Aufnahme des Sportunterrichts an Bildungseinrichtungen in Manila, Batangas und Bacnotan fand Der schwarze Mann seit den 1910er Jahren auf den Philippinen (Luzón) Verbreitung.

## Kulturelle Bedeutung
Das Spiel vom Schwarzen Mann wirkte weit in die Bereiche Literatur, Film, Theater, bildende Kunst, Musik und Werbung hinein. Zahllose Romane und Sachbücher, z. B. Horror- und Kriminalromane, Kinder- und Jugendliteratur (vgl. Wilhelm Genast: Das Hohe Haus; Else Ury: Nesthäkchen und ihre Puppen), pädagogische und psychoanalytische Schriften zum Thema Angstbewältigung, und Biografien erwähnen das Kinderspiel oder nehmen direkt Bezug darauf. Der schwarze Mann fand zudem Niederschlag in der Lyrik, zumeist in Form von Gedichten oder Liedtexten.
Der das Spiel kennzeichnende Begleitvers Wer fürchtet sich… bzw. Wer hat Angst vorm schwarzen Mann? bahnte sich seinen Weg in den allgemeinen Sprachgebrauch und bot sich besonders in jugendkulturellen, sozialwissenschaftlichen und politischen Zusammenhängen als prägnantes, mitunter ironisches Wortspiel an, vgl. Gothic-Kultur (Anhänger der „Schwarzen Szene“), Flugblatt-Aktion gegen die Zentrumspartei durch Veit Valentin (und Hans Schulz) zur Freiburger Reichstagswahl von 1912, Wahlkampf-Rhetorik der CDU (Partei der „Schwarzen“) oder im Rahmen der Bergarbeiterstreiks in der Kohlewirtschaft, jedoch meist ohne einen näheren inhaltlichen Bezug zum Spiel herzustellen.

„Wer fürchtet sich vor dem schwarzen Mann? Dieser Kampfruf aus dem bekannten Kinderfangspiel ist für viele ein Scherzwort geworden, mit dem sie etwas bezeichnen wollen, was nach lächerlicher Einschüchterung aussieht und in Wirklichkeit nicht zu fürchten ist.“

Im anglo-amerikanischen Raum wurde vor allem der zweite Bestandteil des Verses populär, der sich in seiner verlängerten Form möglicherweise auf einen Schweizer Ursprung und – wie der Heimatforscher David Gempeler 1887 darlegte – kontextual auf den Schwarzen Tod zurückführen ließe (vgl. Gempeler „Was wollt ihr machen, wenn der schwarze Mann kommt?“).

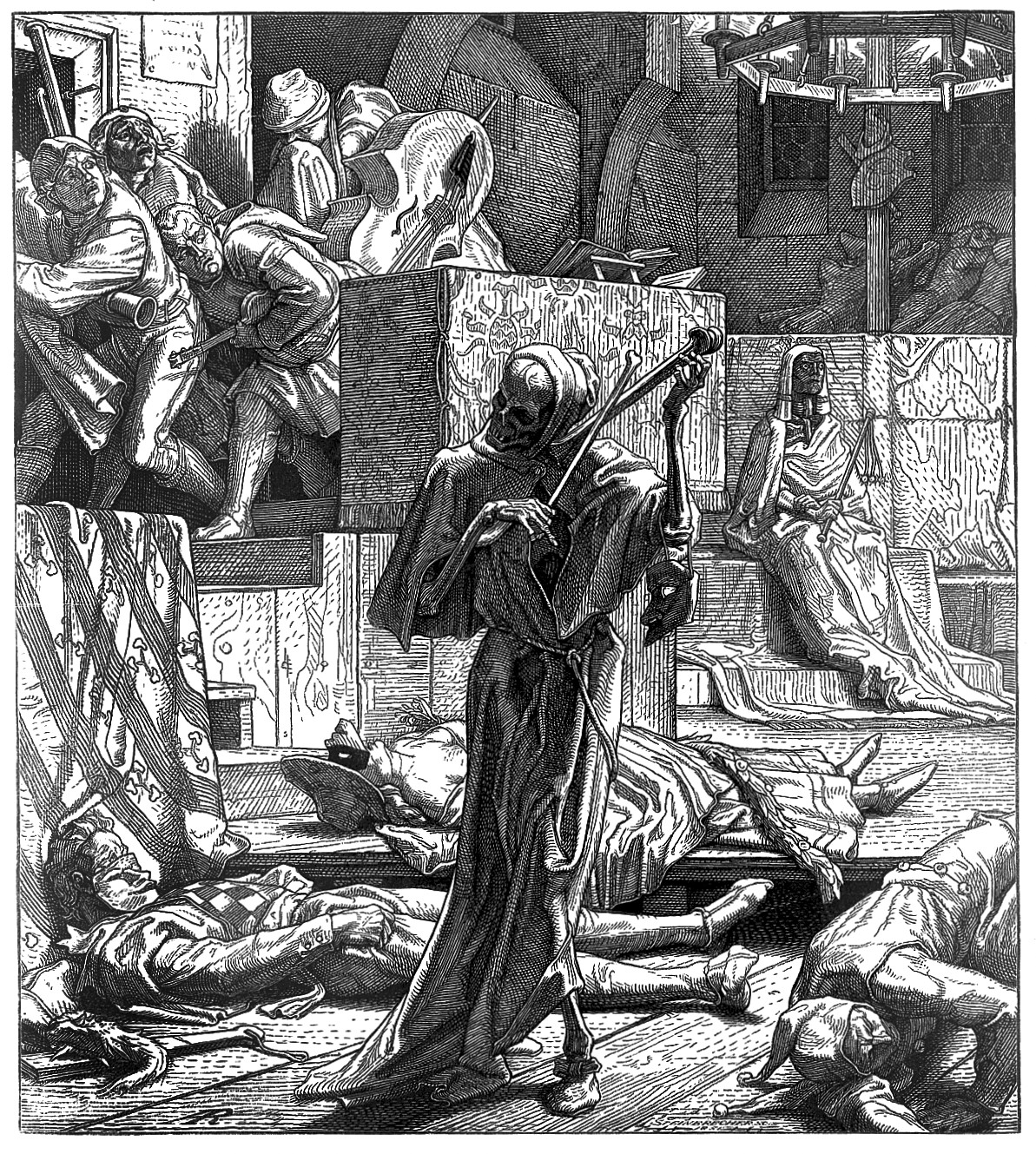
Der Tod in der Darstellung als Geiger, Holzstich, 1851. Ekphrasis v. Josef Langl: „Als einziger Spielmann ist der Tod geblieben. Nur er entlockt der Geige noch Melodien.“

Unter der Überschrift What will you do when the Black Man comes? zierte im Januar 1856 ein dialektal gefärbter, dreistrophiger Paarreim die US-amerikanische Regionalzeitung The Indiana American:
What will you do when the Black Man comes?

1. At Laurel Town in Gifford Hall

they had a party to scream and ball

to play Black Man as we supose

for that is the way the story goes.

2. In a little while the fiddler came

they 'rold thair eyes and blocked the game

thay grabed ther hats and bonnets as they run

for the fiddler was their and spoild the fun.

3. Thay left the room all in afrite

and never stoped to say good nite

down stairs thay went with all ther mite

and thay was doing just right.

Then thay all thought thay was freed from sin

for thay had escaped from the jaws of the violin.
(Verf.: W. E. A.)
Mit der Entstehung neuartiger Literaturgattungen, speziell der Kinder- und Jugendlektüre seit Mitte des 19. Jahrhunderts, hatte Der schwarze Mann auf die US-amerikanische Romanliteratur eingewirkt. Erwähnung findet das Kinderspiel u. a. in den Publikationen namhafter Schriftsteller wie Rosella Rice, Alice Curtice Moyer und Dorothea Frances Canfield. Bei Jack London ist Der schwarze Mann Bestandteil des 1915 herausgegebenen Romans The Little Lady of the Big House. Booth Tarkington widmete sich 1917 im Rahmen des Penrod & Sam-Geschichtenzyklus eingehend dem Spiel. Beachtung erfuhr es überdies in den Schriften von Opal Irene Whiteley, Juliet Virginia Strauss, Eva Morley Murphy, Margaret Hill McCarter, Wilbur D. Nesbit, Fleta Campbell Springer, Miriam Evangeline Mason und Dorothy Howard.

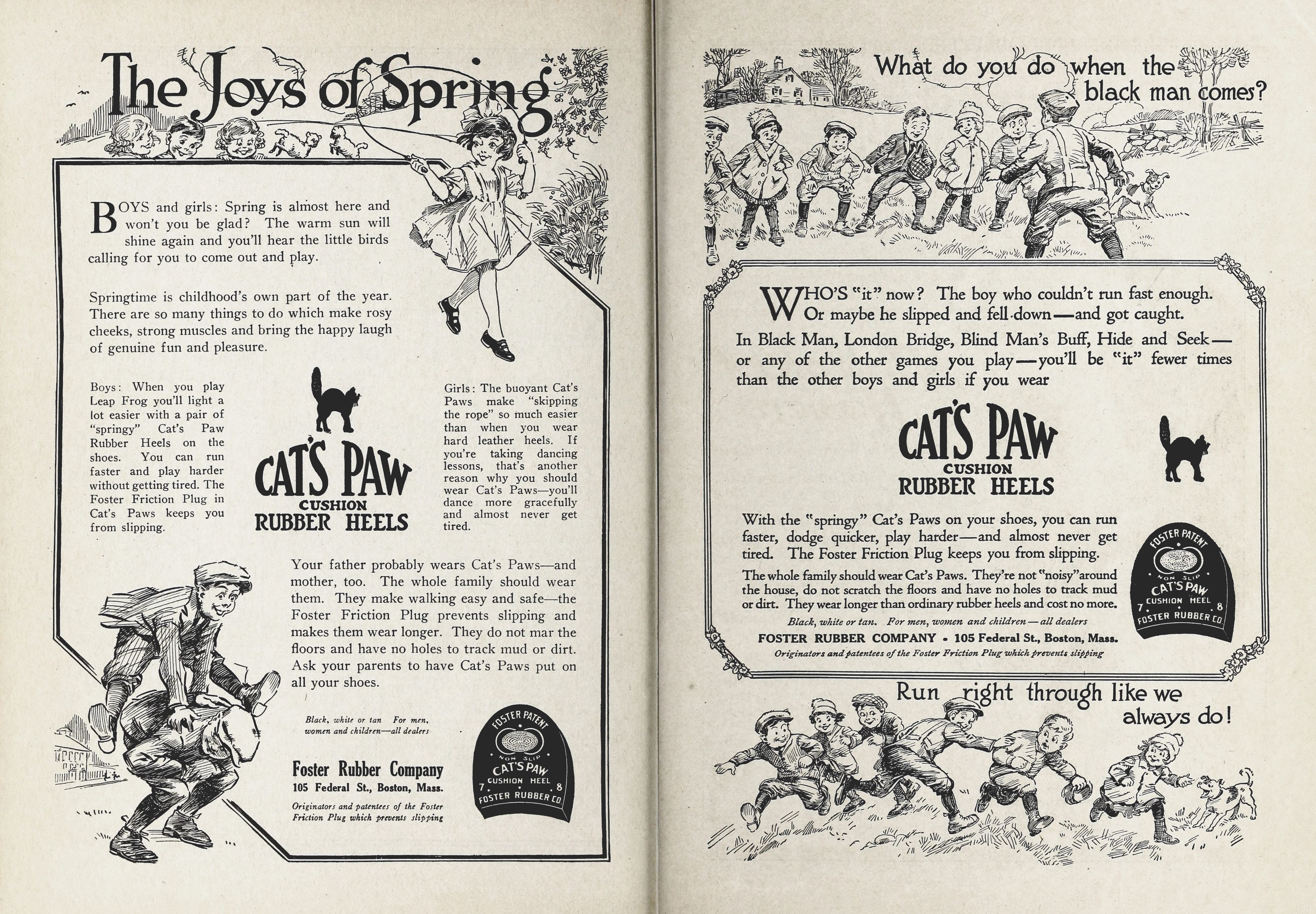
Das Kinderspiel in der Werbung: „What do you do when the Black Man comes?“ Ganzseitiges Zeitungsinserat der Foster Rubber Company, Boston, Massachusetts, in der Kinderzeitschrift St. Nicholas, USA, 1918.

Zu Beginn des 20. Jahrhunderts wurde Der schwarze Mann für die Werbung entdeckt. Ein in Kinderzeitschriften und Magazinen für Fußbekleidung geschaltetes Inserat des US-amerikanischen Schuhsohlenherstellers Foster hatte 1918 das Freizeitspiel zum Thema. Zwei illustrative Darstellungen von Kindern bei der Ausübung des Spiels schmücken die großformatige Werbeanzeige.
Der Titel des 1933 veröffentlichten Liedes Who Is Afraid of the Big Bad Wolf? zum Film Die drei kleinen Schweinchen wird auf das Spiel vom Schwarzen Mann zurückgeführt (Who Is Afraid of the [Big] Black Man?). Die deutsche Historikerin und Sachbuchautorin Susanna Partsch bestätigt eine mögliche Verbindung zwischen dem Fangspiel und dem lyrischen Konzept von Frank Churchill und Ann Ronell, wohingegen Isabel Vollmuth, Professorin an der Fakultät für interdisziplinäre Studien (HAW Landshut), Who's afraid of the Big Bad Wolf? als einen Ableger des spielbasierten Kinderreims beschreibt.
In derselben Tradition steht der Name des Theaterstücks Who's Afraid of Virginia Woolf? aus dem Jahr 1962, der wiederum direkt Bezug auf die Disney-Film-Komposition von Churchill und Ronell nimmt.
Weitere Verweise finden sich in der Comic-Verfilmung Batman Forever, in der die Figur des Riddlers siegessicher spöttelt „Riddle me this, riddle me that. Who's Afraid of the Big Black Bat?“ Im gleichnamigen Computerspiel tritt der Bezug durch die Antwort „Not I!“ noch deutlicher hervor.

## Galerie: Spielbeschreibungen

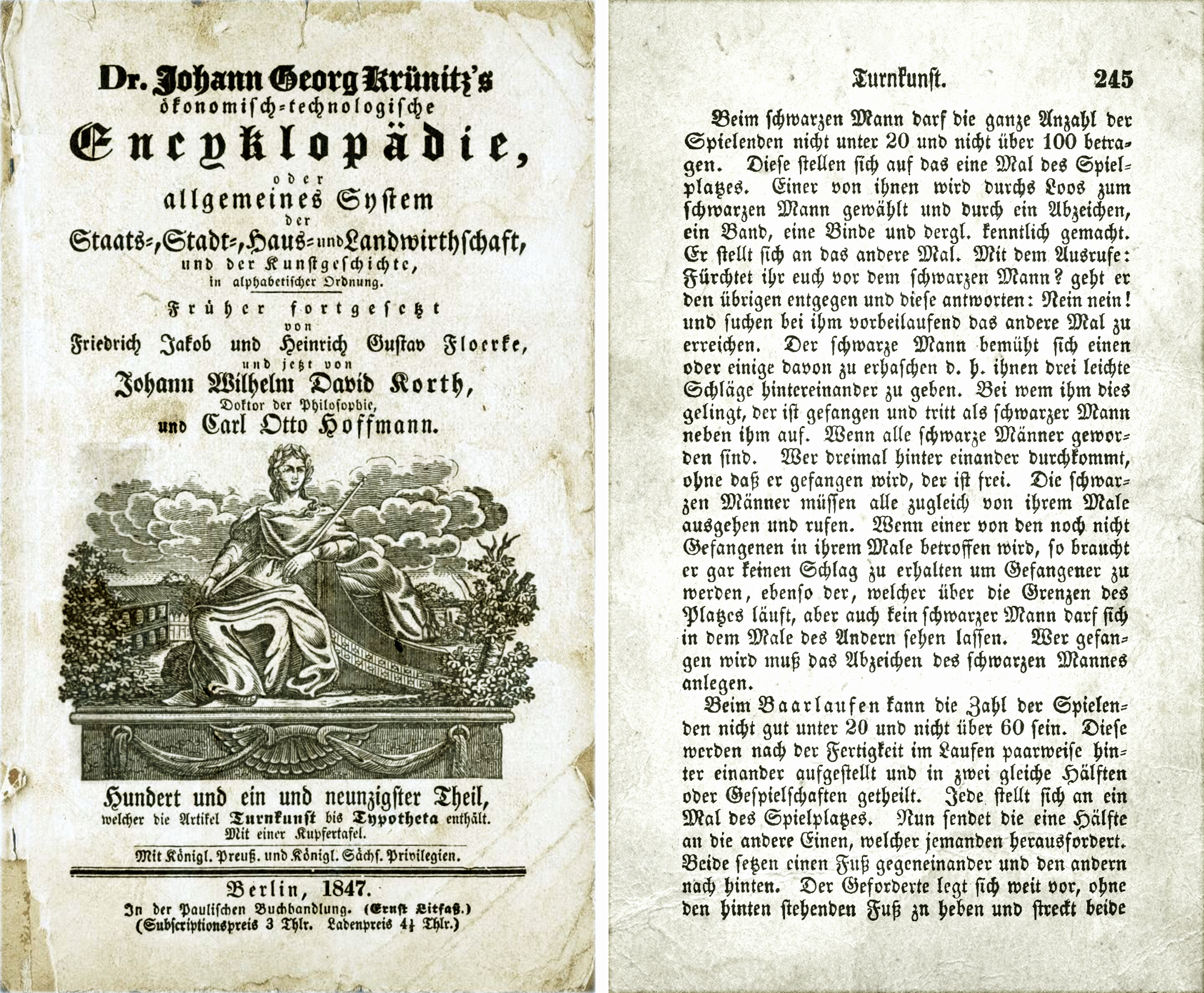
Spielbeschreibung von 1847.
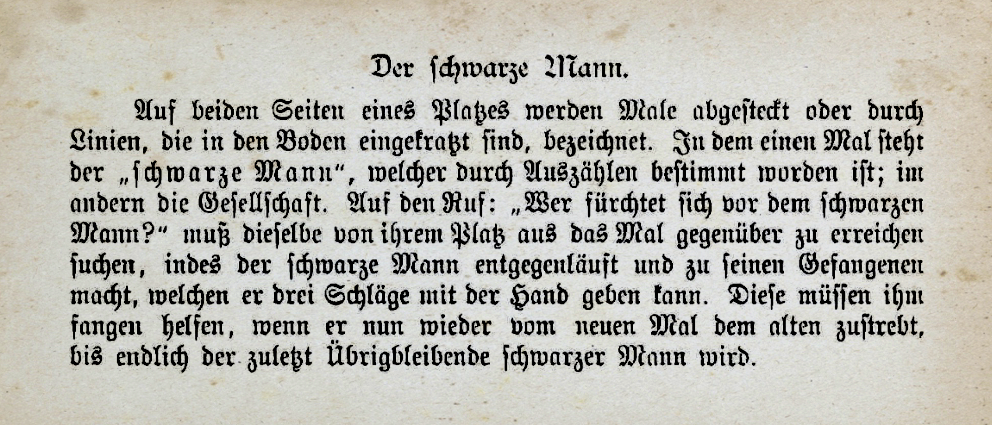
Spielbeschreibung von 1893.
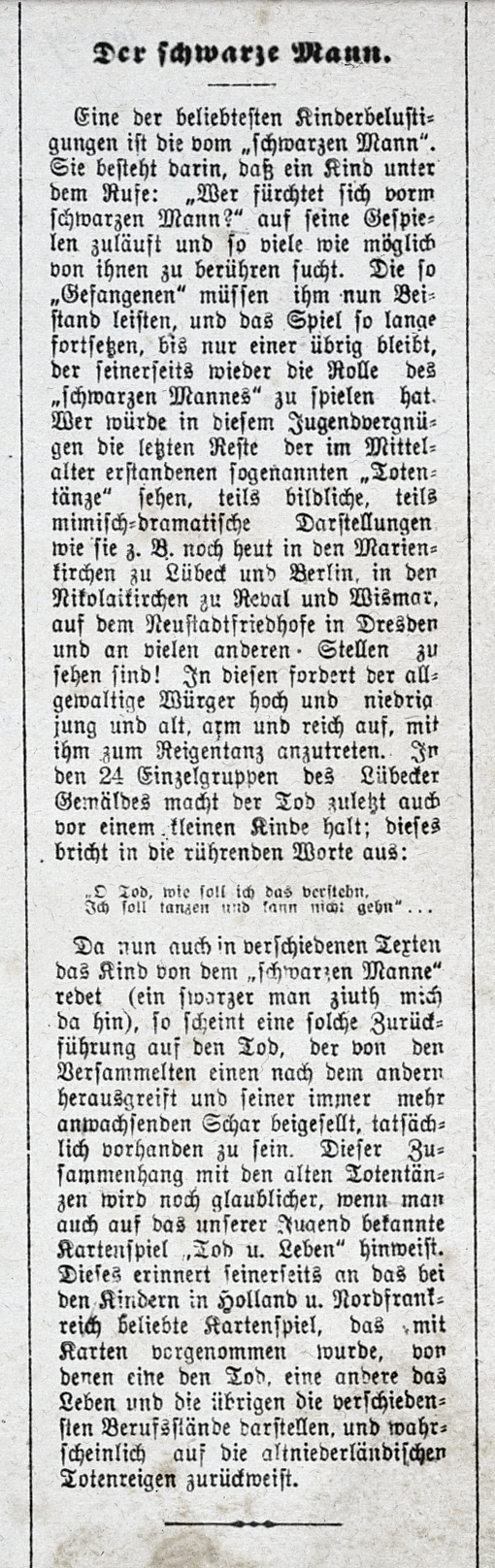
Geschichte des Kinderspiels in der Chicagoer Abendpost von 1912.
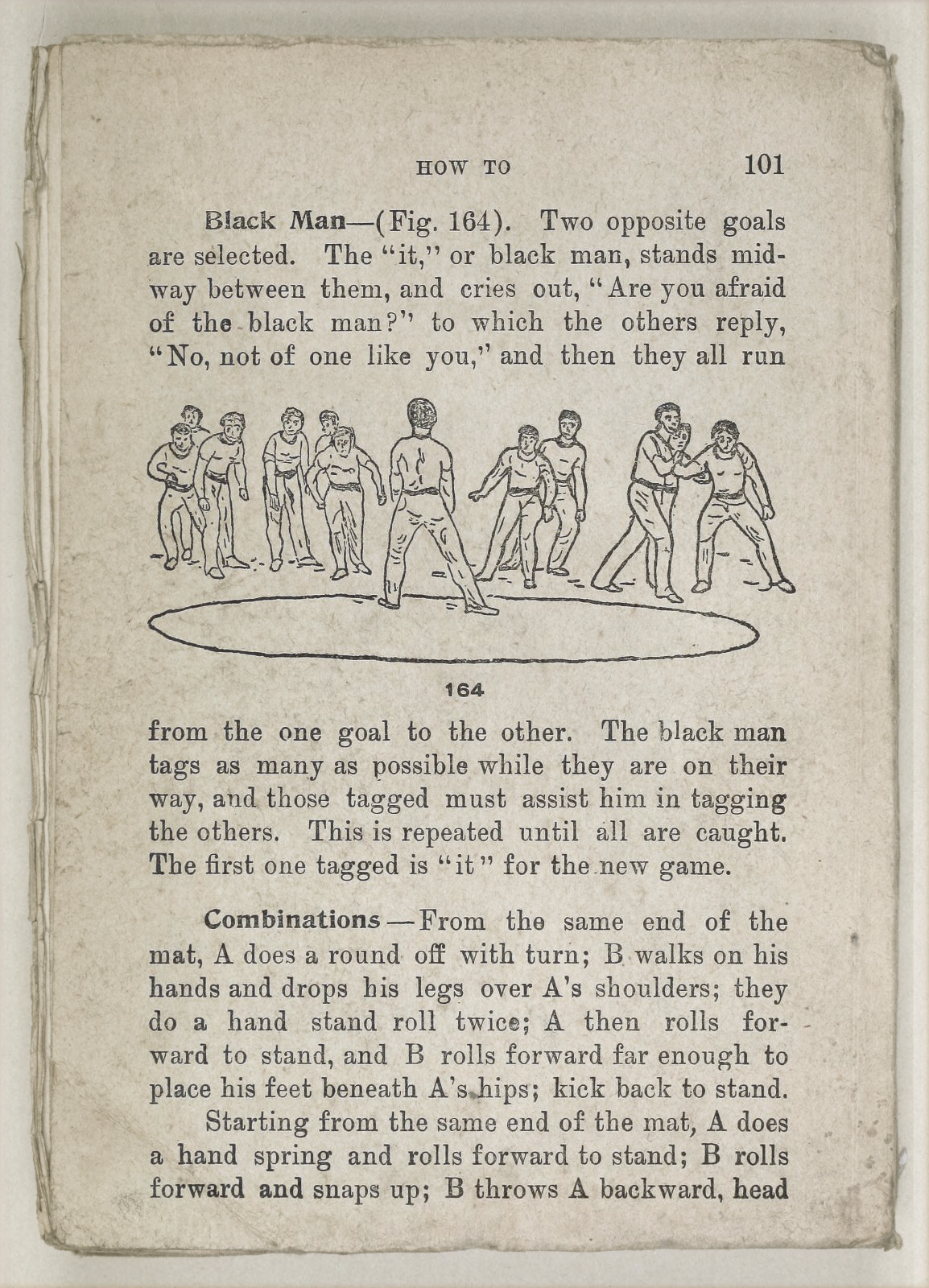
Englischsprachige Spielbeschreibung von Horace Butterworth aus dem Jahr 1899.
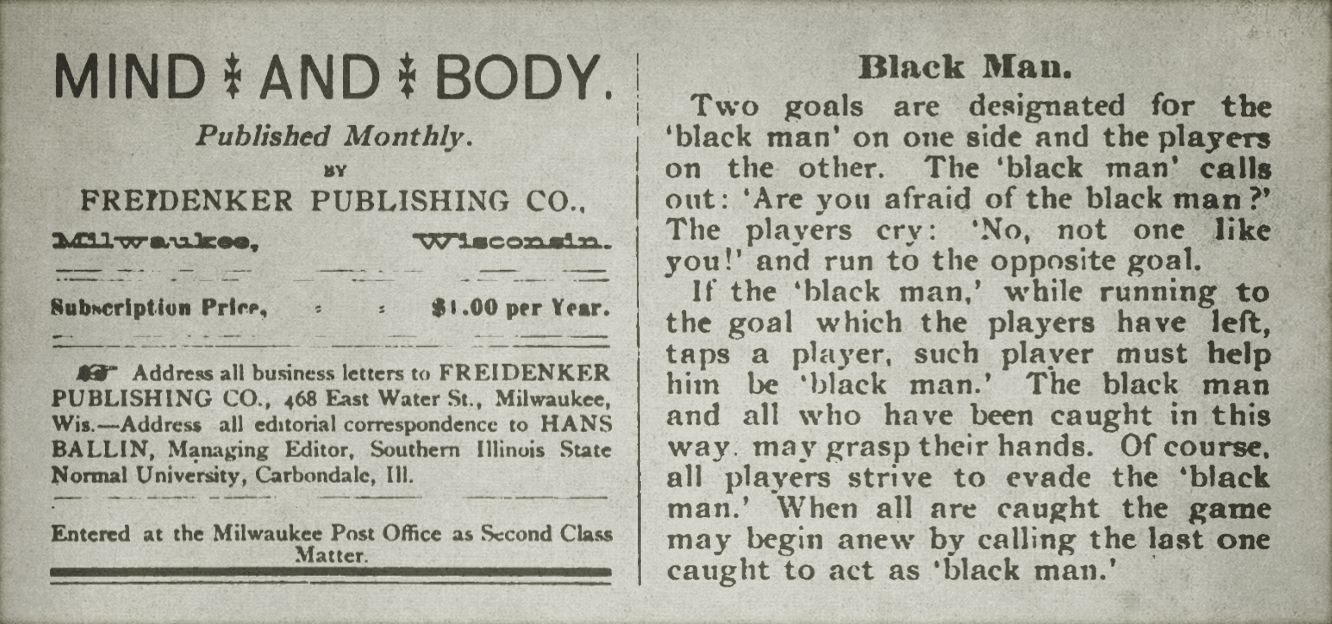
Englischsprachige Spielbeschreibung aus der Zeitschrift Mind and Body von 1895.
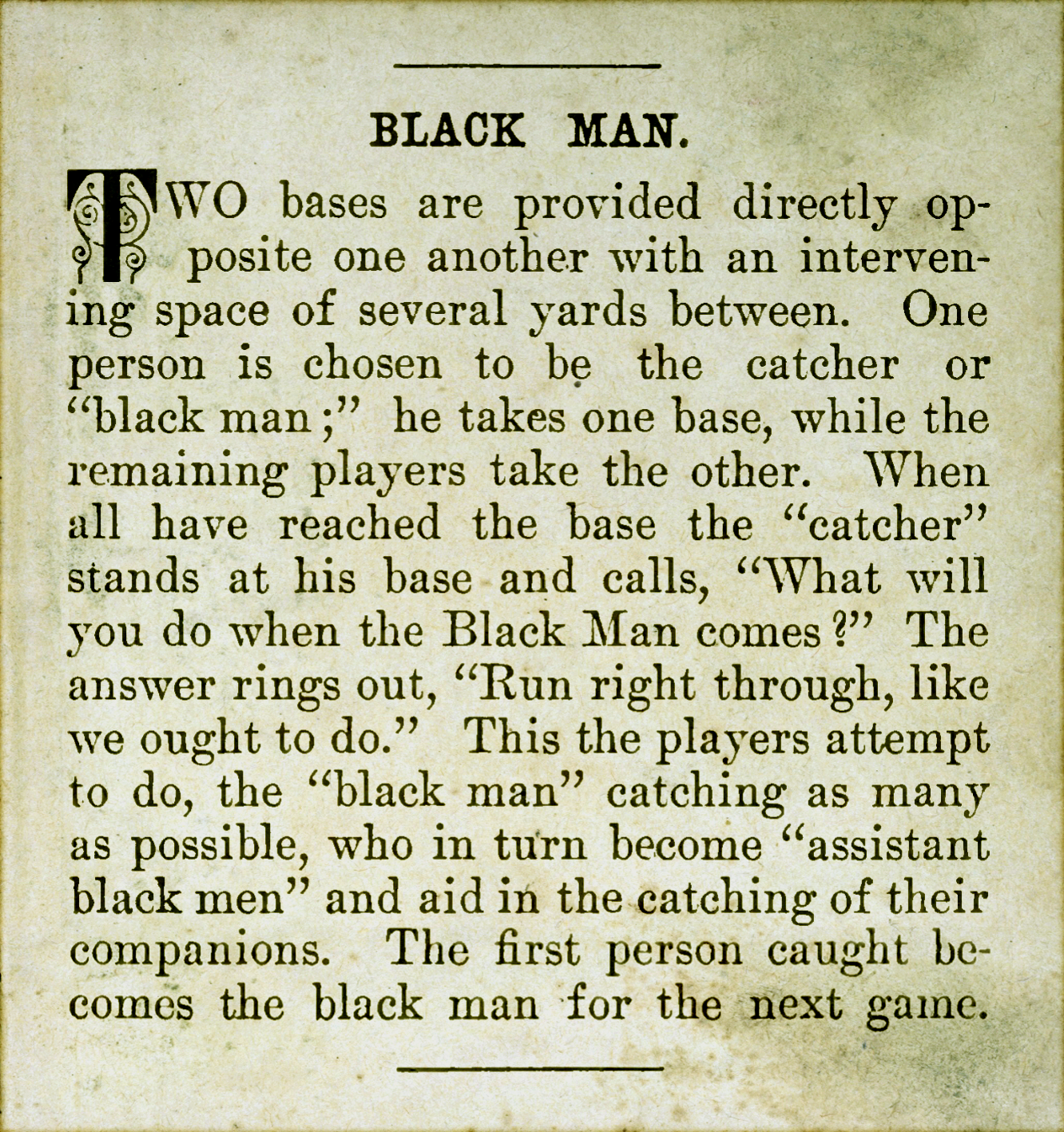
Englischsprachige Spielbeschreibung von Nelle M. Mustain aus dem Jahr 1902.
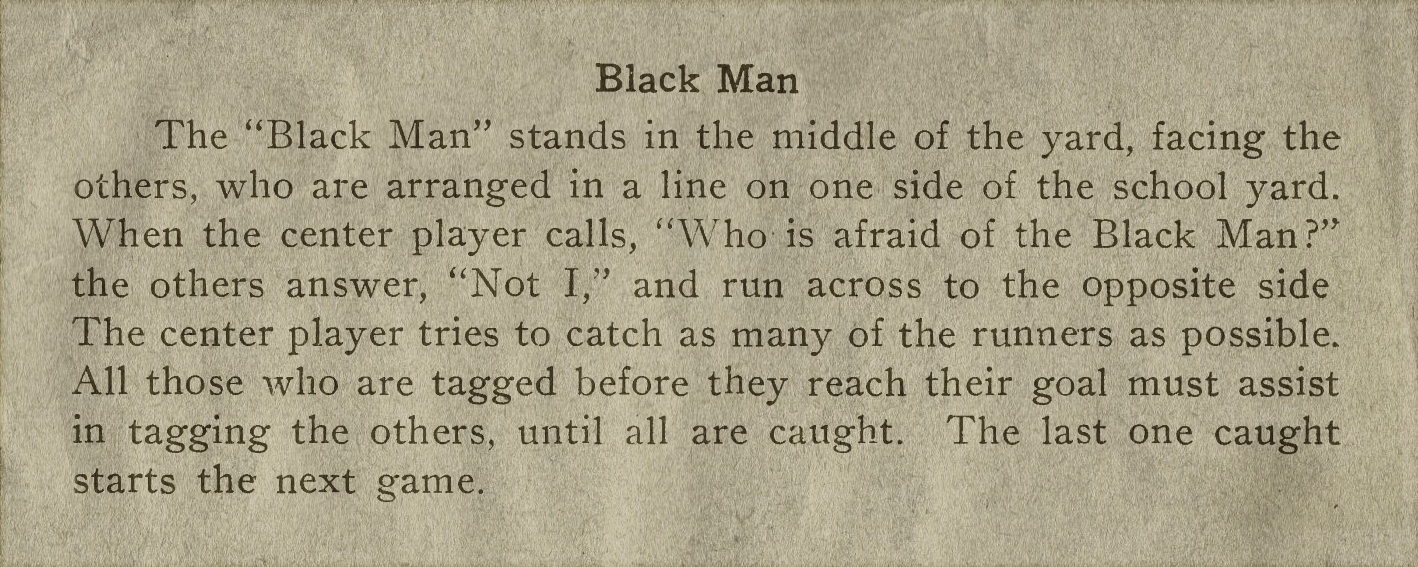
Englischsprachige Spielbeschreibung von Alexander Aiken Harwick aus dem Jahr 1918.
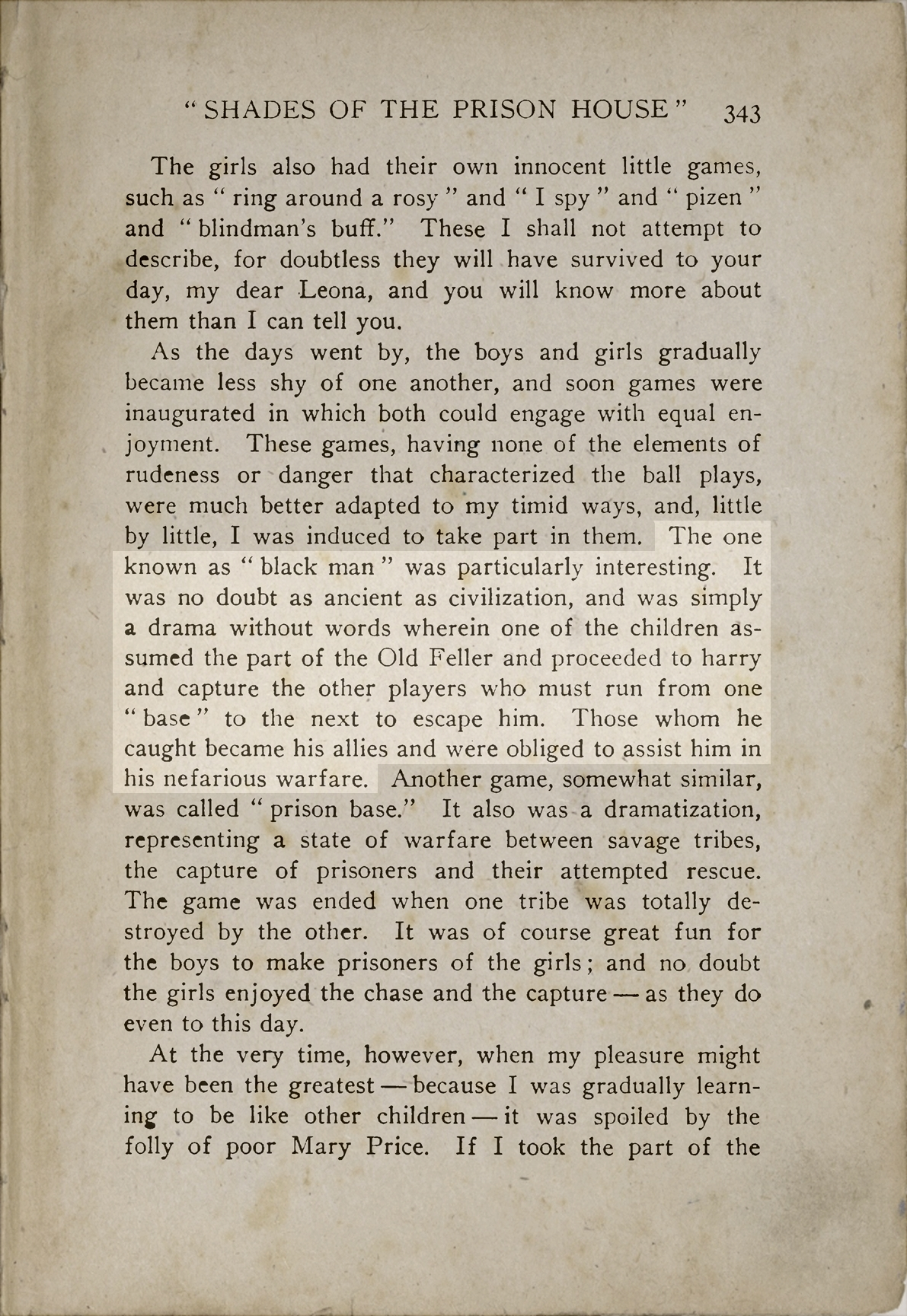
Wahrnehmung des Kinderspiels in der US-amerikanischen Literatur (Auszug aus James Baldwins Roman In My Youth, 1914).

## Verwandte Spielarten

### Pom-Pom-Pull-Away
Ein mit dem Schwarzen Mann verwandtes Kinderfangspiel, das von der Nordostküste ausgehend in den Vereinigten Staaten Verbreitung fand, ist Pom-Pom-Pull-Away (auch Pom-Pom-Peel-Away). Frühe Nennungen des Spiels in den 1860er- und 1870er-Jahren stammen von Autoren aus New England (Connecticut), Maryland und New York. Es wurde in Diocletian Lewis' Abhandlung The New Gymnastics erwähnt, die 1862 im American Journal of Education erschienen war. Lewis, der sich an der Leibeserziehung des preußischen Turnwesens orientierte, entwickelte ein neues System der körperlichen Ertüchtigung für Menschen mit physischen Beeinträchtigungen und eingeschränkter Mobilität.
Hierbei stellt Pom-Pom-Pull-Away eine simplifizierte Form des Schwarzen Mannes für Kinder jedes Alters dar, wobei es keinen namentlich genannten Spieler gibt und der Fänger standardmäßig in der Mitte des Spielfeldes steht. Das Spiel startet mit dem Ausruf „Pom-Pom-Pull-Away; come away or I'll fetch you away!“.
Die Schrift The Young Folk’s Cyclopædia of Games and Sports von John Denison Champlin Jr. und Arthur Elmore Bostwick aus dem Jahr 1890 übernimmt für das (im Buch Peel-Away genannte) Spiel fast 1:1 die Drei-Felder-Aufteilung nach Gutsmuths. Eine weitere Spielanleitung in Plays and Games for Schools aus dem Jahr 1911 erwähnt die Zusatzregelung für die Bildung von Fangketten, wie sie bereits in deutschen Beschreibungen des Schwarzen Mannes seit den 1860ern dokumentiert ist.

### British Bulldog

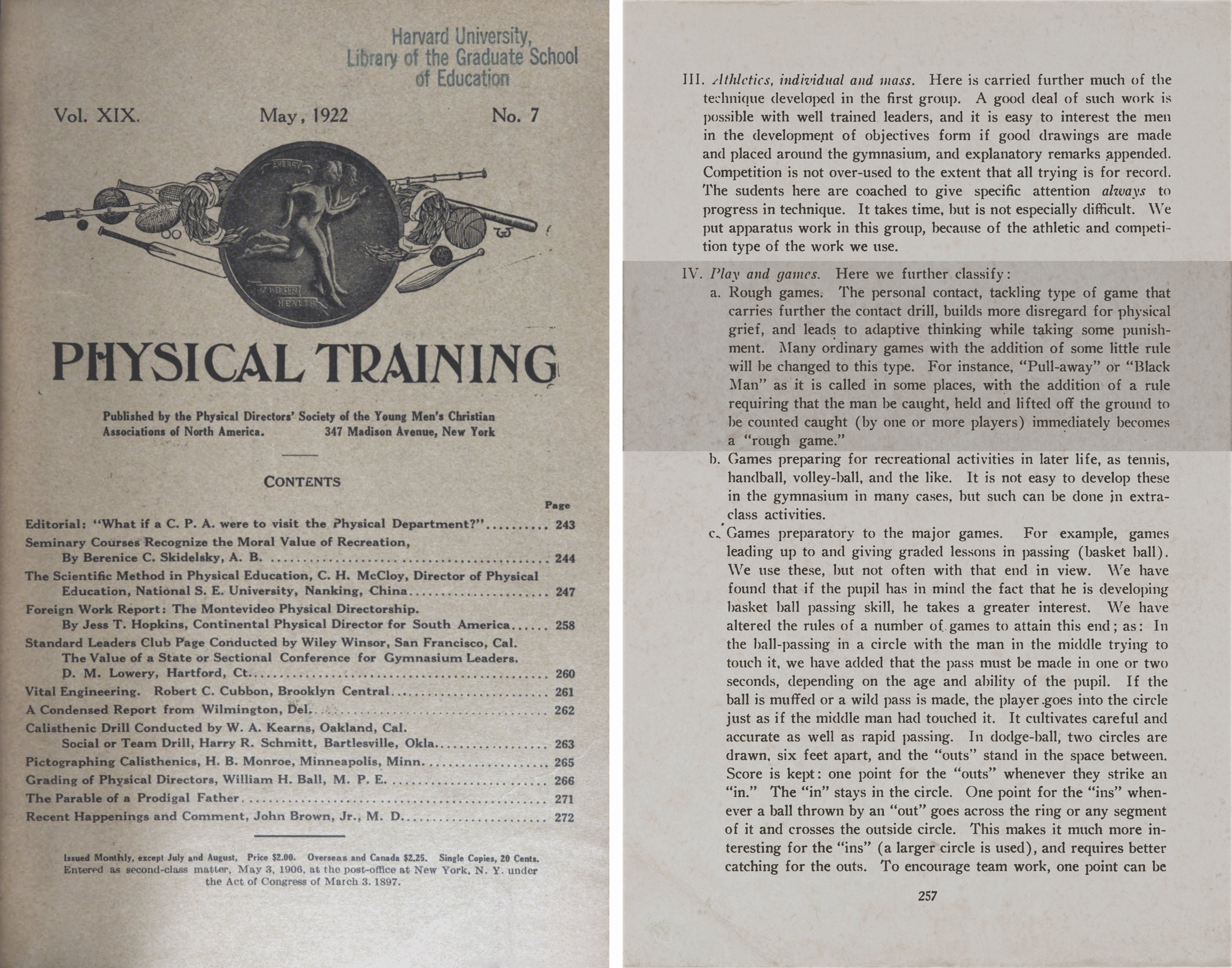
Rough Games: Der schwarze Mann als British-Bulldog-Vorreiter (dunkel markierter Bereich), New York, 1922.

Das seit den 1930er- und 1940er-Jahren im Commonwealth zunächst auf Pfadfindertreffen praktizierte Spiel British Bulldog wird als ein Abkömmling des Schwarzen Mannes angesehen. Der grundlegende Unterschied zwischen beiden Spielen manifestiert sich im Einfangprozess, der bei British Bulldog nicht auf einem behutsamen Abschlagen beruht, sondern durch sekundenlanges Hochheben bzw. (in einer populäreren Variante) durch Niederwerfen der zu fangenden Person erfolgt, was eine deutlich höhere Kraftanstrengung und Mobilität voraussetzt.
Der Entwicklung des Spiels ging eine Anpassung konventioneller Laufspiele an zeitgenössische Kontaktsportarten, wie z. B. Football, Rugby und Basketball, voraus. Für die Aneignung sportspezifischer Skills wurde der schwarze Mann dauerhaft als Trainingsmethode präferiert; Football-Spieler wie Chet Grant integrierten das Fangspiel regulär als Teil ihres Sportkonzepts. In seinen Memoiren schilderte Grant die Transformation des Schwarzen Mannes vom einstigen Fang- und Laufspiel hin zum „Tackle-Game“ (engl. tackle = erfassen und niederwerfen). Dasselbe Spiel wurde 1935 von Elmer Dayton Mitchell, einem Football-Trainer aus Michigan, in dessen Buch Active Games and Contests unter dem Namen Tackling Pom-Pom-Pull-Away erläutert, ehe es in den darauffolgenden Jahrzehnten als British Bulldog in die Geschichte einging.
British Bulldog wurde aufgrund der erhöhten Verletzungsgefahr und nach einer Reihe tödlicher Unfälle seit den 1960er- und 1970er-Jahren zunehmend von den Schulhöfen verbannt.

## Kontroverse
Vorwurf und Namensänderungsdiskurs
In jüngerer Zeit wurde das Spiel, bspw. in der Schweiz, als rassistisch kritisiert, was 2011 auch medial für Aufmerksamkeit sorgte. Der Vorwurf basiert auf einer Fehlinterpretation des Spieltitels und der Spielfigur des „schwarzen Mannes“, d. h. auf der Annahme, das Spiel beziehe sich auf reale Personen und deren Hautfarbe. Georg Kreis, ehemaliger Präsident der Eidgenössischen Kommission gegen Rassismus, bezeichnete den Vorwurf als grundlos und ein Verbot des Spiel(namen)s als unangemessen. Auch die kantonale Bildungsdirektion in Wallis sah keinerlei Handlungsbedarf. Um mögliche Missverständnisse zu vermeiden und eine rassistische Konnotation durch die Assoziation von schwarz mit furchterregend zu umgehen, stünde jedoch der Vorschlag im Raum, das Spiel anders zu benennen, etwa „Wer hat Angst vorm wilden Mann?“ oder „Wer hat Angst vor dem Wolf?“.
Der äthiopisch-deutsche Buchautor und Politikanalytiker Asfa-Wossen Asserate lehnt derlei Umbenennungen ab:

„Mit diesem schwarzen Mann ist nicht der Afrikaner oder der Mann mit einem schwarzen Gesicht gemeint, sondern die Pest. Unsere Aufgabe müsste sein, solche historischen Bezüge in die richtige Konnotation zu bringen.“

Angesichts der Mehrdeutigkeit von Wörtern sei der tatsächliche Bedeutungskontext zu berücksichtigen. Obgleich im Titel des Kinderspiels Wer fürchtet sich vor dem schwarzen Mann? das Attribut schwarz auf Mann verweist, müsse das Objekt nicht in der Bedeutung Homo sapiens wahrgenommen werden, erklärt Lacina Yéo, Germanist an der Universität Félix Houphouët-Boigny (Elfenbeinküste). Yéo nennt im vorliegenden Beispiel eine „Spukgestalt unbestimmten Charakters“, mit der man Kinder schreckt. Wortverbindungen dieser Art, wie z. B. schwarzer Tag und schwarze Magie, enthielten keine Anspielung auf die Hautfarbe der Afrikaner, sondern seien einer deutlich älteren Farbsymbolik und Ikonografie entsprungen.
Den Sachverhalt des Spiels richtig zu deuten, basiere auf der Vermittlung kulturellen Erbes. Die gesellschaftliche Teilhabe am kulturellen Gedächtnis garantiert laut Andreas von Arnauld die korrekte Dechiffrierung traditioneller Gesellschaftsspiele, samt ihrer Inhalte.
Die das Spiel charakterisierende Figur stelle letztlich eine Anthropomorphisierung von Geschehnissen, fiktiven Entitäten sowie Situationen dar, die als bedrohlich wahrgenommen werden und denen häufig mit Furcht begegnet wird, wie bspw. der Tod.

„Kinder zwischen fünf und neun Jahren gehen durch eine Periode, in der sie den Tod anthropomorphisieren. Dem Tod wird Form und Wille gegeben: Er ist der schwarze Mann, der grimmige Sensenmann, ein Skelett, ein Geist, ein Schatten […]“

Namenskonflikte mit anderen Spielen und Spielfiguren
Als problematisch erweist sich zudem die Überschneidung mit anderen Spielen und Spielfiguren, bspw. Der wilde Mann (ein Versteckspiel, bei dem die Titelfigur blumensuchenden Kindern auflauert und diese zu fangen sucht). Der schwarze Mann ist also keinesfalls identisch mit der Figur des wilden Mannes, die zuweilen als laub- und moosbewachsene, verästelte Gestalt beschrieben und mit Waldgeistern und Fruchtbarkeitsdämonen assoziiert wurde und die sich in unterschiedlichen regional verankerten Brauchtümern (vgl. Der wilde Mann als Fastnacht- und Pfingstfestfigur) erhalten hat.
Ähnlich verhält es sich mit dem Wolf als namensgebende Spielfigur. Titel wie „Wer fürchtet sich vor dem Wolf?“ begünstigen Verwechslungen mit einem weiteren Spiel, das unter den Namen Wolf und Schafe oder Bauer, treib’ die Schafe aus! (mit der darin enthaltenen Figur des Roggenwolfes) geläufig ist, in dem die Furcht der Schafe vor dem Wolf in einem wortreichen Dialog zum Ausdruck kommt. Figurbezogene und historische (sowie nicht zuletzt logische) Zusammenhänge gingen infolge einer Umbenennung des Schwarzen Mannes verloren.
Gegensätzliche Beurteilung und Datenlage
Sowohl in der rassismuskritischen Literatur als auch in den Erfahrungserzählungen schwarz gelesener Personen finden sich keine übereinstimmenden Aussagen bezüglich der Wahrnehmung des Kinderspiels. So schrieb bspw. Monika-Akila Richards in ihrer autobiografischen Abhandlung Eleven Years

“[…] as a group of girls we’d often play Wer hat Angst vor dem Schwarzen Mann? (Who is afraid of the Black Man?). ‘Niemand!’ (Nobody!) was shouted back. ‘Und wenn er aber kommt?’ (But if he comes to get you?) was the response. ‘Dann rennen wir davon!’ (Then we run away!) was screamed. Then one girl would chase all the others and touch them ‘out’ until no one was left. Guess who played the frightening black man, chasing all the girls? I loved it because I felt powerful and strong.”

„In der Mädchengruppe spielten wir häufig Wer hat Angst vor dem Schwarzen Mann? Ein Mädchen musste all die anderen einfangen, bis niemand mehr übrig blieb. Nun ratet mal, wer die Rolle des gefürchteten schwarzen Mannes spielte, der den Mädchen nachlief? Ich liebte es, weil es mir ein Gefühl von Macht und Stärke verlieh.“

Anklang fand Der schwarze Mann auch innerhalb der afro-amerikanischen Community. In der „Voices of America“-Chronik An Oral History of African Americans in Grant County, die eine Auswahl biografischer Beiträge aus der Mitte des 20. Jahrhunderts beinhaltet, wird die Ausübung des Spiels mit positiven Erinnerungen verknüpft.
Ein in mehreren Elaboraten vorgebrachter Einwand, das Spiel und dessen namensgebende Figur führten zu einer Aktivierung rassistischer Denkstrukturen im Kindesalter, basiert auf Einzelberichten und wurde weder durch aussagekräftige Studien noch durch empirische Erhebungen jemals überzeugend dargelegt. Der Hypothese steht entgegen, dass das Spiel auch außerhalb Europas in ethnisch vielfältig geprägten Ländern wie Ecuador praktiziert wird. Der Pädagoge und Professor Willibald Weichert verwies darauf, dass auch schwarze Kinder und Lehrer dabei ganz unbefangen El hombre negro spielten.
Einige Autoren inkriminieren das Spiel in ihren Schriften, ohne Angaben von Quellen, und unterstellen diesem eine Abwertung von Menschen dunklen Hauttyps, die nachweislich nicht dem Spielkonzept entspricht. Konträr zu den übrigen Spielteilnehmern verkörpert die Figur des schwarzen Mannes eine Rolle der Macht und Überlegenheit (vgl. Wickenhagen und Grupe).
Die Autorin Lisa-Marie Rohrdantz äußerte in ihrer Abhandlung Weis(s)heiten im postkolonialen Deutschland, dass für das Spiel „explizit das Bild des bösen schwarzen Fremden“ entworfen worden sei. Ähnlich urteilt Francesca Falk, die das Kinderspiel vom Schwarzen Mann in einen „kolonialen“ Kontext rückt.
Nach der Auffassung des Schweizer Historikers Michel Porret ist Der schwarze Mann bedauerlicherweise Leidtragender eines neo-puritanischen Kreuzzugs geworden, in dessen Verlauf kulturelle Gewohnheiten und sprachliche Konventionen unter dem Deckmantel des Fortschritts dekonstruiert würden. Ziel sei es, in manichäistischer Manier die Geschichtlichkeit von Worten und Dingen zu brechen und Traditionen zu verändern. Die Auswirkungen dieses Aktionismus nähmen zum Teil groteske Formen an. Porret bemängelte den fehlenden Blick auf das Wesentliche. Konstruktiver sei es, die Hinterlassenschaften der Vergangenheit nicht auszulöschen, sondern Kindern durch die Weitervermittlung von Wissen mittels aufklärender Schriften, Dokumentationen und gesellschaftlicher Erfahrungen die wahren Probleme sozialer Ungleichheit aufzuzeigen, deren Ursachen ganz gewiss nicht im Titel eines jahrhundertealten Angstbewältigungsspiels zu suchen seien. Mit Personen, deren Hautfarbe von Natur aus dunkel ist, habe das Spiel nichts zu tun.